# Língua cingalesa
O cingalês (සිංහල, transl. siṃhala), também conhecido como sinhala ou singhala, é a língua oficial do Sri Lanka (antigo Ceilão). É a língua budista falada pelo grupo étnico majoritário do país, os cingaleses, e por minorias desse grupo em outros países, como a Índia e a Austrália. Pertence ao ramo das línguas indo-arianas e tem uma forte relação com o divehi, falado nas ilhas Maldivas. O cingalês é falado por cerca de 18 milhões de pessoas, estando 16 milhões concentrados no Sri Lanka e o restante espalhado em diásporas em outros países. Atualmente se encontra em estado potencialmente vulnerável de acordo com a UNESCO.
O idioma cingalês é regulamentado pela organização literária cingalesa, Hela Havula [en]. A documentação dessa língua (e, consequentemente, de sua forma ancestral) é registrada a partir do século III a.C., época na qual se encontraram manuscritos similares aos do já extinto prácrito magadi.

## Etimologia

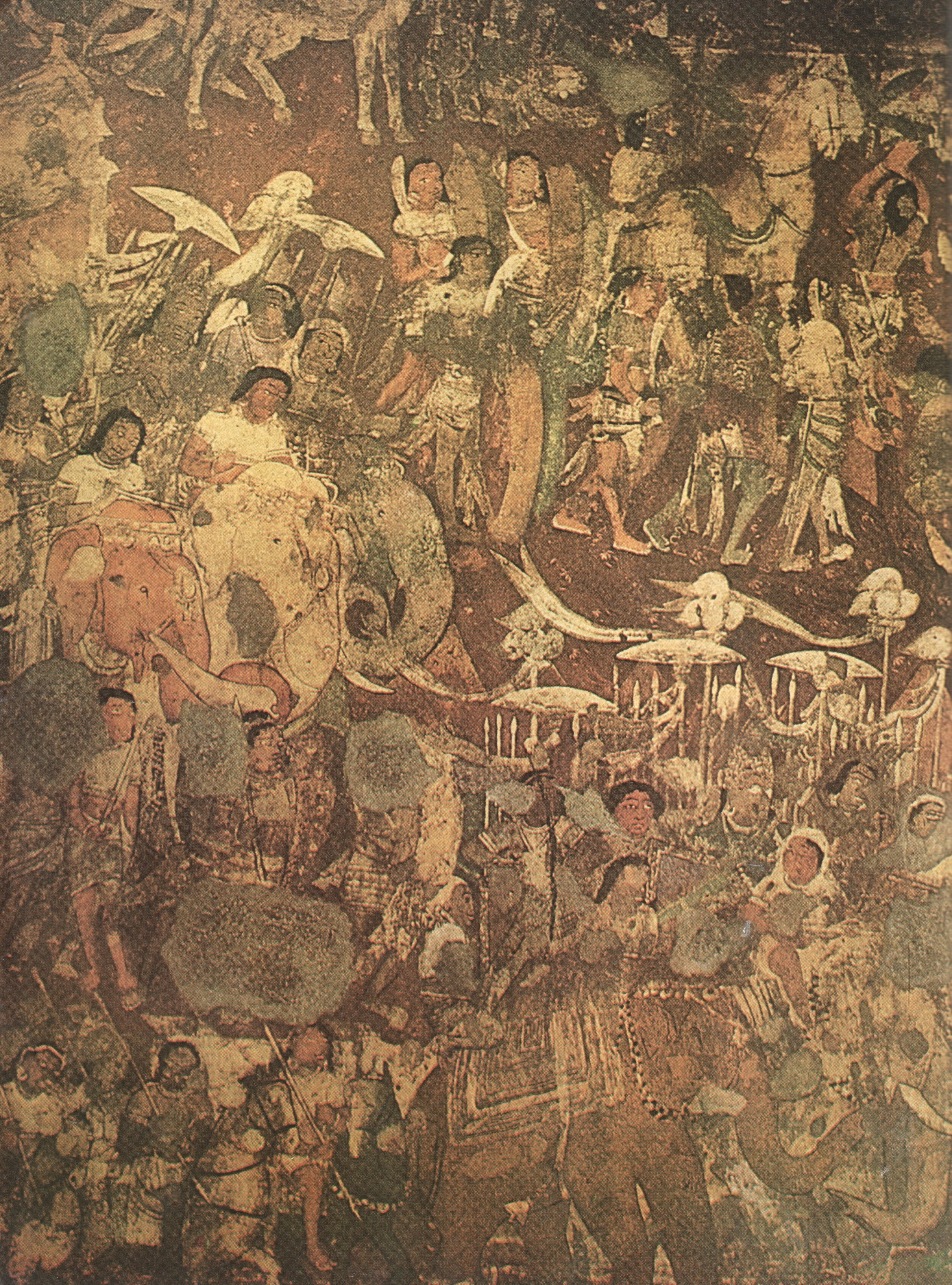
Mural nº 17 das Grutas de Ajanta, representando a chegada do príncipe Vijaya, filho de Sīhabāhu, e seus seguidores ao Sri Lanka.

O primeiro elemento do nome do idioma (සිංහ siṁha ou sīha) em cingalês (originalmente, सिंहः em sânscrito) e o termo correspondente em prácrito ou Eḷu [en], "sīhala", significa "leão". Segundo a crônica Mahavamsa, Sīhabāhu ("braço do leão") era filho da princesa de Vanga [en] e de um leão. Depois de matar seu pai, ele se tornou rei de Vanga. Seu filho Vijaya, após ser banido do reino, migrou para Lanka e se tornou o progenitor dos cingaleses. Com base nesta evidência linguística e mitológica, somada à crença de que a ilha de Sri Lanka tinha uma abundância de leões no passado, pode-se supor que a primeira parte da palavra significa "leão". A tradição local associa o segundo elemento la ou com a raiz sânscrita lā- "agarrar" (traduzindo o nome como "apanhador de leão" ou "matador de leão") ou com o sânscrito loha, cingalês lē "sangue" (traduzindo como "sangue de leão"). Do ponto de vista linguístico, porém, nenhuma das interpretações é definitiva. A única certeza é que o nome "Sinhala" está relacionado com a palavra "leão".

## Distribuição

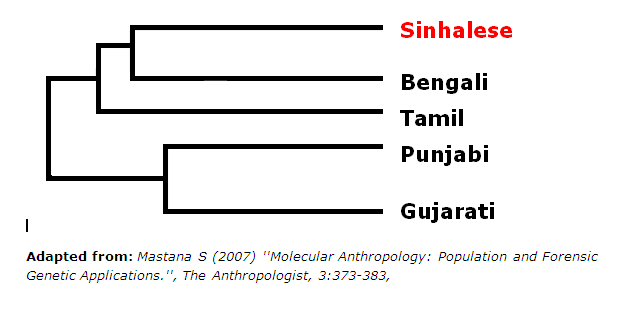
Relação do povo cingalês com outros grupos étnicos

O cingalês tem uma forte relação com outras línguas indo-arianas, como o Hindi, o Bengali e o Sânscrito. É considerado uma língua budista em virtude da predominância da religião entre seus falantes, tendo sido um dos grandes responsáveis pelo desenvolvimento da escola budista Teravada. Existe também uma língua diretamente relacionada ao cingalês: a língua Vedda [en], falada por cerca de 300 pessoas na província de Uva (porém, ainda há debates sobre a classificação do idioma como um dialeto do cingalês ou uma língua crioula independente).
A principal região onde a língua é falada é o país insular de Sri Lanka, onde se concentram mais de 80% dos seus falantes. Além do cingalês "tradicional" (tomado como base no aprendizado na língua e falado na capital do país, Colombo), a língua cingalesa possui algumas variações, ou dialetos, a depender da região da ilha de Sri Lanka:
- Dialeto Uva, da província de Uva (cidades como Monaragala e Badulla). Uma de suas peculiaridades é a diferença na partícula que indica plural; enquanto nos demais dialetos o plural é indicado por uma troca ou cancelamento de uma vogal, neste dialeto a indicação é através da nasal ṃ ao final da palavra;
- Dialeto das províncias do sul (cidades como Matara e Galle);
- Dialeto do interior, ou "up-country variation", em inglês (cidades como Kandy e Matale);
- Dialeto de Sabaragamu (cidades como Kegalle e Balangoda).Porto de Colombo, capital do Sri Lanka, em 1992.

| Dialeto           | Exemplo de pronúncia (transl.) | Tradução                                    |
| ----------------- | ------------------------------ | ------------------------------------------- |
| "Tradicional"     | ayiye heṭa vapuranna enavada?  | Irmão (mais velho), você vem semear amanhã? |
| Interior          | ayiyā heṭa vapuranṭa enavada?  | Irmão (mais velho), você vem semear amanhã? |
| Sabaragamu        | ayiye heṭa vapuranḍa enavada?  | Irmão (mais velho), você vem semear amanhã? |
| Províncias do sul | ayiye heṭa vapuranna enavai?   | Irmão (mais velho), você vem semear amanhã? |

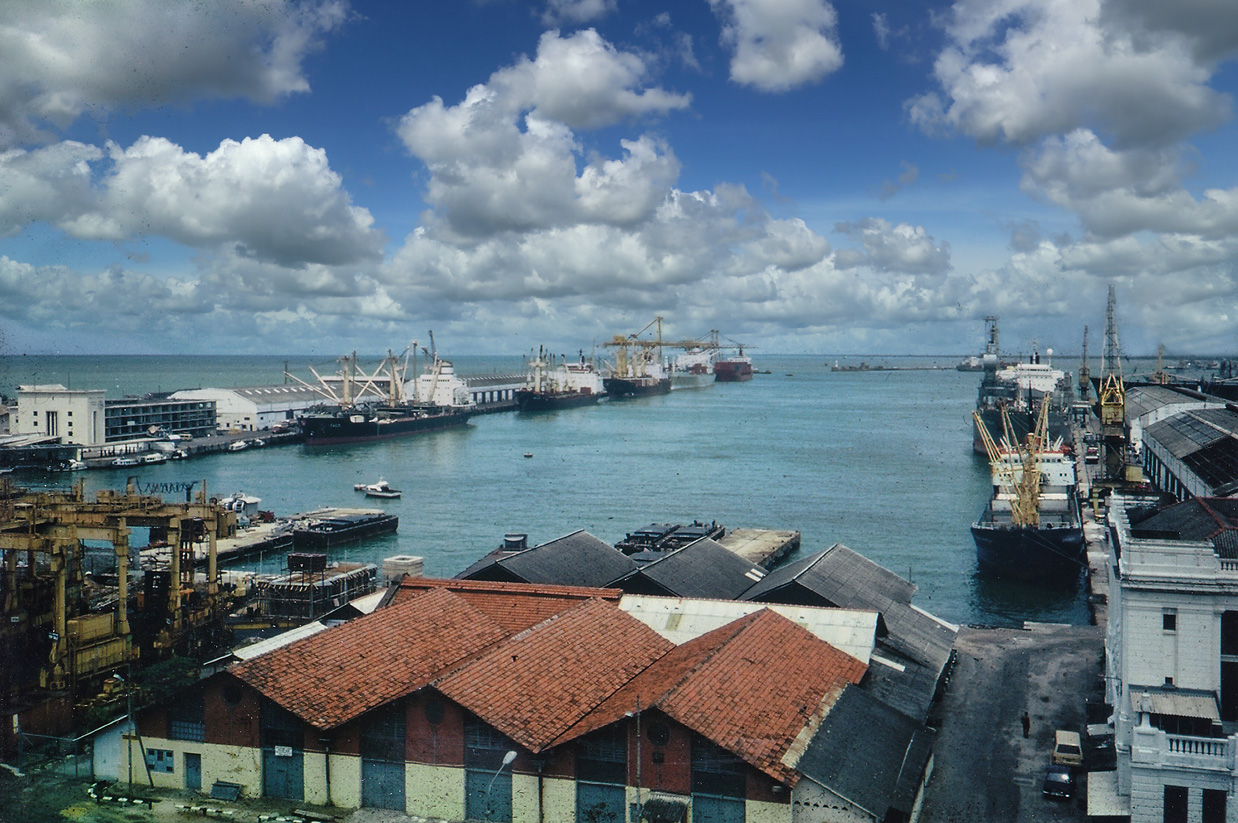
Porto de Colombo, capital do Sri Lanka, em 1992.

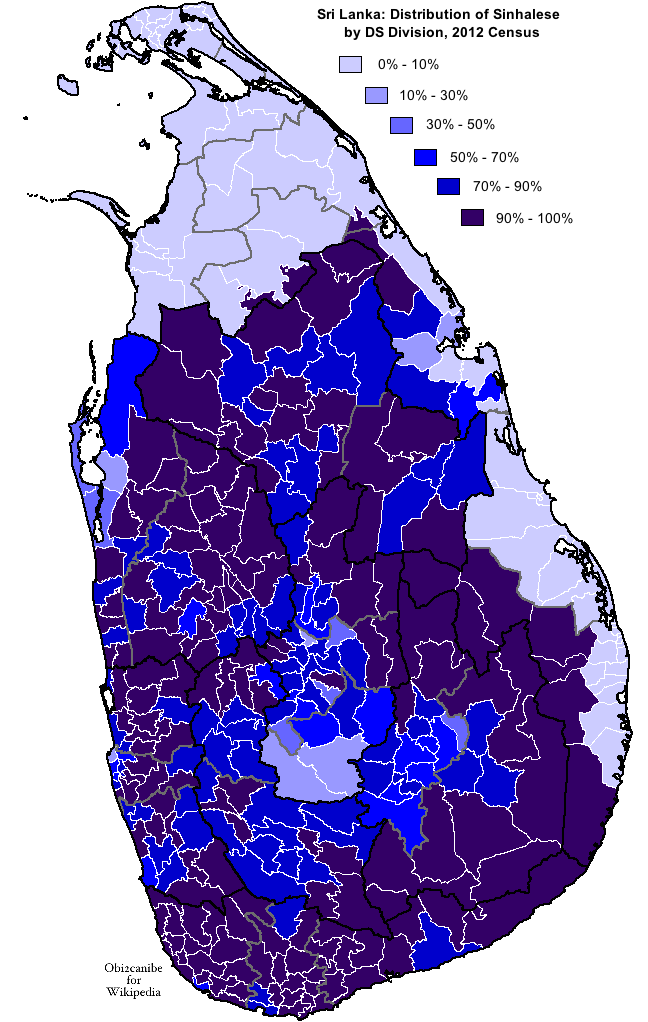
Distribuição de falantes do cingalês no Sri Lanka.

O cingalês também tem minorias (cerca de 2 milhões de falantes) espalhadas por outros países, em especial em países próximos e no Oriente Médio.
| País                   | Falantes | Censo |
| ---------------------- | -------- | ----- |
| Alemanha               | 25800    | 2020  |
| Austrália              | 64600    | 2016  |
| Canadá                 | 16300    | 2016  |
| Catar                  | 57000    | 2019  |
| Chipre                 | 7160     | 2013  |
| Dinamarca              | 7000     | 2020  |
| Estados Unidos         | 26700    | 2015  |
| Emirados Árabes Unidos | 129000   | 2020  |
| Líbia                  | 16400    | 2020  |
| Malásia                | 4400     | 2021  |
| Maldivas               | 2500     | 2017  |
| Noruega                | 15800    | 2021  |
| Nova Zelândia          | 5220     | 2013  |
| Omã                    | 35700    | 2020  |
| Reino Unido            | 14700    | 2011  |
| Singapura              | 16000    | 2018  |
| Suécia                 | 1250     | 2020  |
| Tailândia (Bangkok)    | 72000    | 2019  |

Além dessa separação, assim como em outras línguas do sudeste asiático, ocorre o fenômeno da diglossia: há uma diferença fundamental entre o cingalês falado e o cingalês literário. Este é considerado mais culto, geralmente sendo usado por pessoas de castas mais altas e em textos formais, como jornais e documentos oficiais.

## História
De acordo com o Mahavamsa, crônica épica cingalesa escrita em Páli, o então príncipe Vijaya migrou para a ilha após o banimento do reino de Vanga. Isso desencadeou uma migração em massa para a ilha, principalmente do leste da Índia, o que gerou um choque linguístico e cultural entre os diversos povos que passaram a habitar a região.

Império Pandya (1251-1283), região de onde fluiu a maior parte da migração para o atual Sri Lanka

O desenvolvimento (documentado) da língua se deu em quatro momentos na história:
- Cingala-Prácrito (séc. III a.C. - séc. IV);
- Proto-Cingalês (séc. IV - séc. VIII);
- Cingalês Medieval (séc. VIII - séc. XIII);
- Cingalês Moderno (séc. XIII - presente).

### Influência de outras línguas
Além das palavras emprestadas do tâmil e de outras línguas dravídicas, o cingalês é caracterizado por uma forte influência das línguas europeias, em especial o inglês, o neerlandês e o português. Isso se deve ao forte processo de colonização que ocorreu na ilha a partir do século XVI.

Macau, região administrativa especial da China onde é falado o Patuá macaense.

| Cingalês | Transcrição | Original                 | Significado |
| -------- | ----------- | ------------------------ | ----------- |
| දියමන්තිය   | diyamantiya | diamante (português)     | diamante    |
| ඉස්තිරික්කය  | istirikkaya | strijkijzer (neerlandês) | ferro       |
| බයිබලය    | bayibalaya  | Bible (inglês)           | Bíblia      |

### Línguas influenciadas
Além da influência substancial na língua Vedda, atrelada ao cingalês desde a sua origem, o cingalês é uma das línguas que influenciou o Patuá macaense, junto ao português, o cantonês e o malaio. Atualmente, a língua crioula se encontra em risco crítico de extinção de acordo com a UNESCO, com sua fala restrita a algumas famílias da região de Macau (as quais somavam cerca de 50 indivíduos em 2000).
A ilha de Sri Lanka é a região onde o cingalês exerce mais influência, tanto cultural quanto economicamente. Isso se espelha nas demais línguas faladas na ilha, como o Vedda, o inglês e o português. Há registro de uma população de aproximadamente 30 indivíduos que falam uma língua crioula de cingalês e português, o indo-português. Esta língua, utilizada originalmente para fins comerciais, também se encontra em estado crítico e está ameaçada de extinção de acordo com a UNESCO.

## Fonologia

Tabela de vogais cingalesas, de Perera & Jones (1919)

### Consoantes
O cingalês tem as chamadas consoantes pré-nasalizadas [en], ou consoantes 'meio nasais'. Uma curta homorgânica nasal ocorre antes de uma consoante oclusiva, sendo mais curta do que uma sequência de consoante nasal mais consoante oclusiva. A nasal é silabada com o início da sílaba seguinte, o que significa que o peso moraico (que influência a tonicidade) da sílaba anterior permanece inalterado. Por exemplo, tam̆ba 'cobre' contrasta com tamba 'ferver'. A língua também conta com um conjunto de consoantes aspiradas, ou seja, com uma leve liberação de ar após a articulação da consoante. Embora essas consoantes sejam frequentemente substituídas pelas respectivas versões não aspiradas no cingalês falado, ainda há um conjunto de grafemas consonantais específico para esses fonemas (miśra).
|                    |                     | Labial | Dental/ Alveolar | Retroflexa | Palatal | Velar | Glotal |
| ------------------ | ------------------- | ------ | ---------------- | ---------- | ------- | ----- | ------ |
| Nasal              | Nasal               | m      | n                |            | ɲ       | ŋ     |        |
| Oclusiva/ africada | surda               | p      | t                | ʈ          | tʃ      | k     |        |
| Oclusiva/ africada | sonora              | b      | d                | ɖ          | dʒ      | ɡ     |        |
| Oclusiva/ africada | pré-nasalizada [en] | ᵐb     | ⁿd               | ᶯɖ         |         | ᵑɡ    |        |
| Oclusiva/ africada | aspirada surda      | pʰ     | tʰ               | ʈʰ         |         | kʰ    |        |
| Oclusiva/ africada | aspirada sonora     | bɦ     | dɦ               | ɖɦ         |         | gɦ    |        |
| Fricativa          | Fricativa           | (f~ɸ)  | s                |            | (ʃ)     |       | h      |
| Vibrante           | Vibrante            |        | r                |            |         |       |        |
| Aproximante        | Aproximante         | ʋ      | l                |            | j       |       |        |

/f~ɸ/ e /ʃ/ são restritos a empréstimos, normalmente do inglês ou do sânscrito. Eles são comumente substituídos por /p/ e /s/ respectivamente no discurso coloquial. Alguns falantes usam a surda labiodental fricativa [f], como o "f" do português, e alguns usam a surda bilabial fricativa [ɸ] devido à sua semelhança com a nativa surda bilabial oclusiva /p/.

### Vogais
|         | Anterior | Anterior | Central | Central | Poserior | Poserior |
| curta   | longa    | curta    | longa   | curta   | longa    |          |
| ------- | -------- | -------- | ------- | ------- | -------- | -------- |
| Fechada | i        | iː       |         |         | u        | uː       |
| Média   | e̞        | e̞ː       | ə       | (əː)    | o̞        | o̞ː       |
| Aberta  | æ        | æː       | a       | äː      |          |          |

As vogais do cingalês são dispostas em duplas, com cada vogal tendo uma versão longa e uma versão curta. Uma exceção é o a e o ə, que são alófonos. Neste caso, o /əː/ ("schwa" longo) é restrito a palavras emprestadas do inglês.

### Sílabas
A estrutura silábica do cingalês é relativamente simples, em especial para o conjunto de palavras naturais do cingalês (නිෂ්පන්න niṣpanna). O caso mais frequente é CV (consoante-vogal); contudo, os casos V, VC e CVC também são possíveis—ou seja, o padrão é (C)V(C), para a maioria das palavras no léxico cingalês.

### Prosódia
A prosódia na língua cingalesa aborda três temas: sílaba tônica, tons e ritmo de fala.

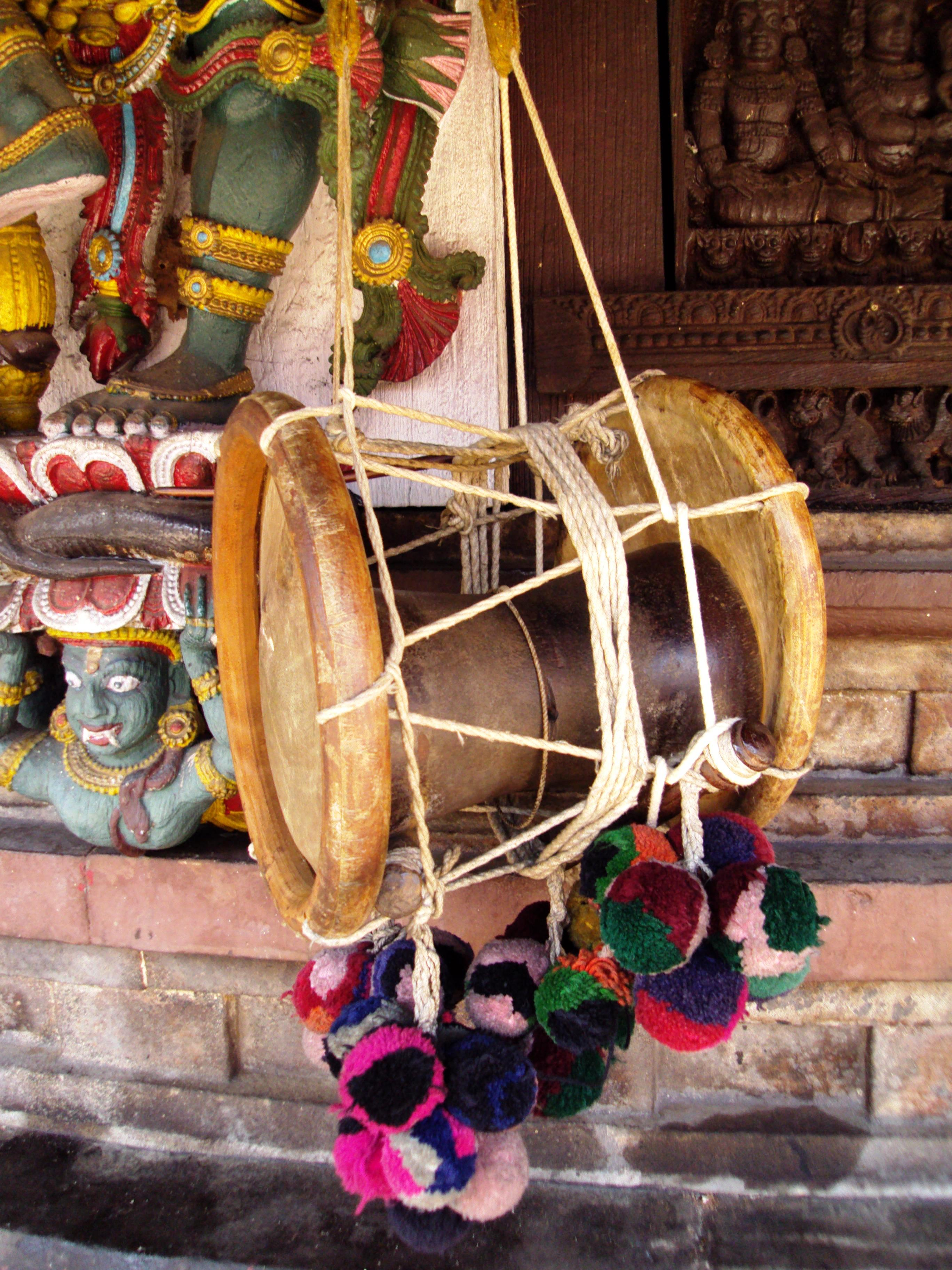
Idakka, um Instrumento musical popular na região do sul da Índia e Ceilão.

#### Sílaba tônica
O padrão de tonicidade é relativamente simples, atendendo a um ou a dois critérios:
- No cingalês moderno, é a primeira sílaba que recebe o acento tônico. Por exemplo,

1. /'kə.rə.nə.va/ "fazer";
2. /'am.ma/ "mãe";
3. /'po.tak/ "um livro".

- É comum que haja mais de um acento tônico em uma palavra, principalmente com a ocorrência de uma vogal longa. Nesse caso, a vogal longa também recebe acento tônico. Por exemplo,

1. /'haː.mu.du.ru.'voː/ "monge";
2. /'maː.li.'gaː.və/ "castelo".

#### Tons
Os tons de fala do cingalês carregam um peso semântico, podendo indicar diferenças de significado e identificar algumas classes de palavras (em especial, os verbos).
- A diferença entre particípio finito e não finito se dá através do tom:

1. /amma gedərə ævilla/ "a mãe chegou em casa". O particípio finito, que caracteriza um verbo cuja ação tem um fim bem definido (no caso, "chegar"), é marcado pelo tom descendente.
2. /amma gedərə ævilla nidaː gatta/ "a mãe chegou em casa e dormiu". O particípio infinito, que caracteriza um verbo sem fim definido (no caso, "dormir"), é marcado pelo tom constante.

- A distinção dos verbos no imperativo e no infinitivo (remetendo, respectivamente, ao finito e ao infinito), também é aparente nos tons:

1. /amma gedərə enḍə/ "mãe, venha para casa" é uma frase falada com um tom descendente, graças verbo "venha" no modo imperativo;
2. /amma gedərə enḍə hadənəva/ "a mãe tenta vir para casa" tem tom constante, pois "tenta vir" é uma locução verbal no modo infinitivo.

#### Ritmo de fala
O ritmo de fala, neste caso, trata da variação de tons ao longo de uma frase inteira, e não apenas de palavras específicas. Nesta categoria, tons diferentes podem indicar conotações diferentes.
- Tom descendente: Assim como nos casos anteriores, uma frase que começa com um tom mais alto e termina com um tom grave expressa sentido de finalidade, como em /amma pansal gihilla/ "a mãe foi para o templo";

- Tom constante: Também seguindo o mesmo padrão dos exemplos anteriores, a manutenção do tom em uma frase indica que as ações contidas na frase não têm fim definido, como em /amma pansal gihilla baːvənaː kərənəva/ "a mãe foi para o templo e está meditando";

- Tom ascendente: A elevação de um tom grave para um tom mais agudo na frase indica surpresa, dando a entender que o locutor não esperava ou tem dúvidas acerca do ocorrido. Um exemplo é /amma pansal gihilla/ "a mãe foi para o templo". A diferença para o primeiro exemplo é que a pessoa está em dúvida ou incrédula.

## Escrita

ආයුබෝවන් (ā significa"bem-vindo", literalmente desejando uma longa vida

A escrita cingalesa, සිංහල හෝඩිය "sinhala hodiya", é baseada na antiga escrita brami, assim como a maioria das escritas da Índia. A escrita cingalesa está intimamente relacionada com a escrita Grantha do sul da Índia; o alfabeto khmer, utilizado na Camboja, apresenta semelhanças devido aos elementos emprestados da escrita kadamba, também intimamente relacionada.
O sistema de escrita cingalês é um abugida (escrito da esquerda para a direita, assim como no português), pois as consoantes são marcadas com caracteres, enquanto as vogais são indicadas com diacríticos (පිල්ල "pilla") nessas consoantes, ao contrário do português, onde tanto consoantes quanto vogais têm seus próprios caracteres, ou no urdu (um abjad), onde as vogais não são marcadas.
A escrita completa consiste em cerca de 60 letras, 18 para vogais e 42 para consoantes. No entanto, apenas 57 (16 vogais e 41 consoantes) são necessários para escrever cingalês falado coloquial (suddha cingalês). O resto indica sons que foram fundidos no curso da mudança linguística, como os aspirados, e estão restritos a palavras emprestadas sânscrito e páli. Uma letra (ඦ), representando o som /ⁿd͡ʒa/, é atestada, embora nenhuma palavra usando essa letra esteja presente no léxico atual.
O cingalês é escrito da esquerda para a direita e a escrita cingalesa é usada principalmente para o cingalês, assim como as línguas litúrgicas Páli e Sânscrito e a já extinta língua Eḷu. A sequência alfabética é semelhante à de outras escritas brâmicas, colocando as vogais à frente e depois as consoantes:
| Cingalês                         | අ/ආ ඇ/ඈ ඉ/ඊ උ/ඌ ඍ/ඎ එ/ඒ ඓ ඔ/ඕ ඖ ක ඛ ග ඝ ඞ ඟ ච ඡ ජ ඣ ඤ ඥ ට ඨ ඩ ඪ ණ ඬ ත ථ ද ධ න ඳ ප ඵ බ භ ම ඹ ය ර ල ව ශ ෂ ස හ ළ ෆ                                                                                             |
| Sânscrito (Devanagari)           | ऄ/अ/आ इ/ई उ/ऊ ऋ/ऌ ऎ/ए/ऍ ऐ ऒ/ओ/ऑ औ क ख ग घ ङ च छ ज झ ञ ट ठ ड ढ ण त थ द ध न/ऩ प फ ब भ म य र/ऱ ल/ळ/ऴ व श ष स ह                                                                                                 |
| Transliteração (alfabeto latino) | a/ā (æ/ǣ) i/ī u/ū [ŗ]/[ŗŗ] e/ē [ai] o/ō [au] k [kh] g [gh] ṅ ([n̆g]) c [ch] j [jh] [ñ] ([jñ]) ṭ [ṭh] ḍ [ḍh] [ṇ] ([n̆ḍ]) (t) ([th]) (d) ([dh]) (n) ([n̆d]) p [ph] b [bh] m ([m̆b]) y r l v [ś] [ṣ] s h ([ḷ]) (f) |

### Vogais e diacríticos

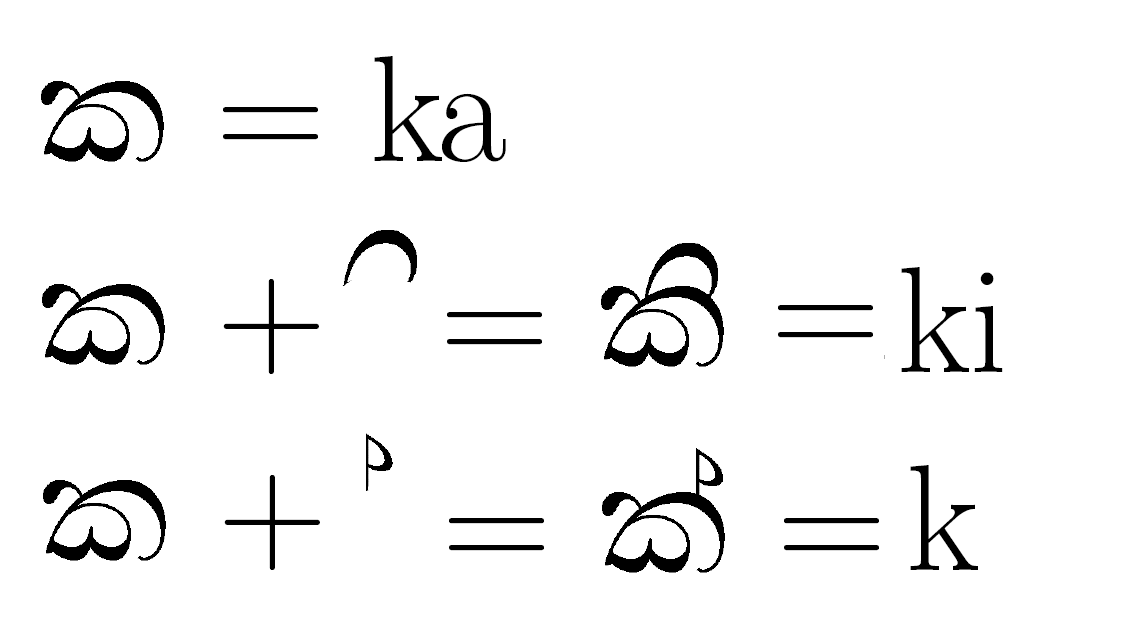
Formação de sílabas no cingalês

Formação da sílaba "sri".

Quando nenhum diacrítico é usado junto às consoantes, uma "vogal inerente", /a/ ou /ə/, é entendida a depender da posição da consoante na palavra. Por exemplo, a letra ක k sozinha indica ka, que corresponde a /ka/ ou /kə/. As demais vogais são escritas com diacríticos em diversas posições:
- කා /kaː/, කැ /kæ/, කෑ /kæː/ (após a consoante);
- කි /ki /, කී /kiː/ (acima da consoante);
- කු /ku/, කූ /kuː/ (abaixo da consoante);
- කෙ /ke/, කේ /keː/ (antes da consoante);
- කො /ko/, කෝ /koː/ (ao redor da consoante).

Para /k/ sem uma vogal, um diacrítico de cancelamento de vogal (virama) chamado හල් කිරීම /hal kiriːmə/ "hal kirima" é usado: ක් /k /. Existem também alguns sinais diacríticos para consoantes, como /r/ (em circunstâncias especiais), embora a tendência atual seja soletrar palavras com a letra completa ර /r/, junto ao hal kirima. Uma palavra que ainda é escrita com um diacrítico "r" é "Sri", como em Sri Lankawa. Vários desses diacríticos ocorrem em duas formas, que dependem da forma da consoante. As vogais também têm letras independentes, mas são usadas apenas no início de palavras onde não há consoante precedente para adicionar um diacrítico.
| Diacrítico | Diacrítico                                | Usando 'k' + 'vogal' como exemplo: | Usando 'k' + 'vogal' como exemplo: | Usando 'k' + 'vogal' como exemplo: | Usando 'k' + 'vogal' como exemplo: | Vogal | Vogal | Comparação |
| pilla      | Nome do diacrítico                        | Formação | Final | ISO 15919 | IPA | Vogal | Nome da vogal | Exemplo |
| ---------- | ----------------------------------------- | --- | --- | --- | --- | --- | --- | --- |
| ◌්          | හල් කිරිම, hal kirīma                        | ක් | ක් | k | [k] | N/A | N/A | N/A |
| ◌          | (nenhum, não há)                          | ක් + අ | ක | ka | [ka] ou [kə]* | අ, a | ayanna | rato, melhor (português europeu) |
| ◌ා          | ඇලපිල්ල, ælapilla                           | ක් + ආ | කා | kā | [käː] | ආ, ā | aayanna | paw (pata, no inglês americano) |
| ◌ැ          | ඇදය, ædaya                                | ක් + ඇ | කැ | kæ | [kæ] | ඇ, æ | æyanna | reto |
| ◌ෑ          | දිග ඇදය, diga ædaya                        | ක් + ඈ | කෑ | kǣ | [kæː] | ඈ, ǣ | æeyanna | head (cabeça em inglês) |
| ◌ි          | ඉස්පිල්ල, ispilla                            | ක් + ඉ | කි | ki | [ki] | ඉ, i | iyanna | rio |
| ◌ී          | දිග ඉස්පිල්ල, diga ispilla                    | ක් + ඊ | කී | kī | [kiː] | ඊ, ī | iiyanna | beach (praia na língua inglesa) |
| ◌ු          | පාපිල්ල, pāpilla                             | ක් + උ | කු | ku | [ku] | උ, u | uyanna | um |
| ◌ූ          | දිග පාපිල්ල, diga pāpilla                     | ක් + ඌ | කූ | kū | [kuː] | ඌ, ū | uuyanna | úlcera |
| ◌ෘ          | ගැටය සහිත ඇලපිල්ල, gæṭa sahita ælapilla       | ක් + ර් + උ | කෘ | kru | [kru] | ඍ, r | iruyanna | peru |
| ◌ෲ          | ගැටය සහිත ඇලපිලි දෙක, gæṭa sahita ælapili deka | ක් + ර් + ඌ | කෲ | krū | [kruː] | ඎ, rr | iruuyanna | kangaroo (canguru, inglês europeu) |
| ෙ◌          | කොම්බුව, kombuva                             | ක් + එ | කෙ | ke | [ke] | එ, e | eyanna | eu |
| ෙ◌්          | කොම්බුව සහ හල්කිරීම, kombuva saha halkirīma     | ක් + ඒ | කේ | kē | [keː] | ඒ, ē | eeyanna | empreendedor |
| ෛ◌          | කොම්බු දෙක, kombu deka                        | ක් + ඓ | කෛ | kai | [kʌj] | ඓ, ai | aiyanna | pai |
| ෙ◌ා          | කොම්බුව සහ ඇලපිල්ල, kombuva saha ælapilla      | ක් + ඔ | කො | ko | [ko] | ඔ, o | oyanna | bom |
| ෙ◌ා්          | කොම්බුව සහ හල්ඇලපිල්ල, kombuva saha halælapilla | ක් + ඕ | කෝ | kō | [koː] | ඕ, ō | ooyanna | voo |
| ෙ◌ෳ          | කොම්බුව සහ ගයනුකිත්ත, kombuva saha gayanukitta  | ක් + ඖ | කෞ | kau | [kʌʋ] | ඖ, au | auyanna | arauto |
| Nota (*)   | Nota (*)                                  | Sílabas no estilo C+"a" (ou seja, uma consoante sem nenhum diacrítico) são pronunciadas com a vogal /a/ em posição tônica, e /ə/ em posição não tônica. | Sílabas no estilo C+"a" (ou seja, uma consoante sem nenhum diacrítico) são pronunciadas com a vogal /a/ em posição tônica, e /ə/ em posição não tônica. | Sílabas no estilo C+"a" (ou seja, uma consoante sem nenhum diacrítico) são pronunciadas com a vogal /a/ em posição tônica, e /ə/ em posição não tônica. | Sílabas no estilo C+"a" (ou seja, uma consoante sem nenhum diacrítico) são pronunciadas com a vogal /a/ em posição tônica, e /ə/ em posição não tônica. | Sílabas no estilo C+"a" (ou seja, uma consoante sem nenhum diacrítico) são pronunciadas com a vogal /a/ em posição tônica, e /ə/ em posição não tônica. | Sílabas no estilo C+"a" (ou seja, uma consoante sem nenhum diacrítico) são pronunciadas com a vogal /a/ em posição tônica, e /ə/ em posição não tônica. | Sílabas no estilo C+"a" (ou seja, uma consoante sem nenhum diacrítico) são pronunciadas com a vogal /a/ em posição tônica, e /ə/ em posição não tônica. |

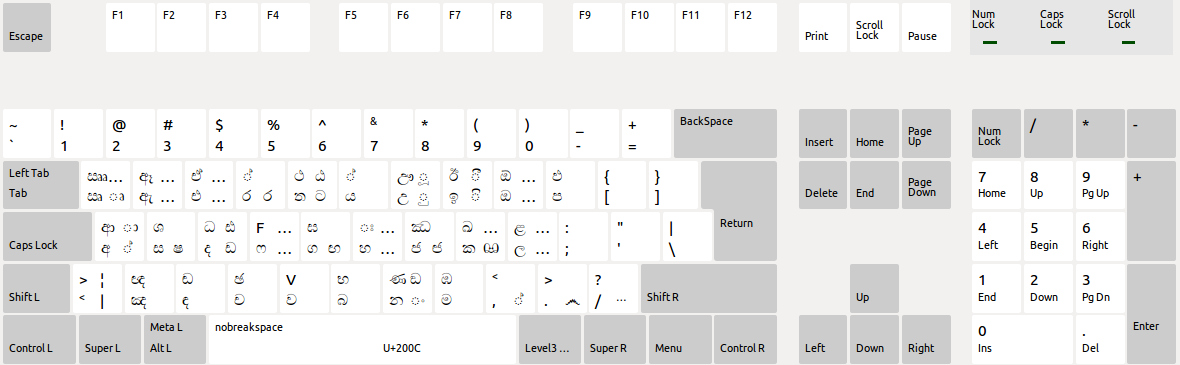
Modelo de teclado para a língua cingalesa.

Dois diacríticos vocálicos, ◌ෟ "gayanukitta" e ◌ෳ "diga gayanukitta", são usados apenas em conjunto com os diacríticos relacionados ao ෙ "kombuva". Suas versões isoladas não tem uso no cingalês moderno. Há também dois caracteres considerados vocálicos, porém sem diacríticos correspondentes: ඏ "l, iluyana", e ඏ "ll, iluuyanna". Ademais, o cingalês tem um grafema específico que indica pontuação final (෴, kunddaliya); esse símbolo é atualmente obsoleto, com seu uso restrito a textos mais antigos.
Além dos diacríticos vocálicos, o cingalês possui dois diacríticos não-vocálicos:
- ◌ං "anusvaraya". Simboliza a nasal velar "ṃ", como em "Siṃhala".
- ◌ඃ "visargaya". É a visarga, que simboliza a fricativa glotal desvozeada, /h/.

### Consoantes

#### Śuddha

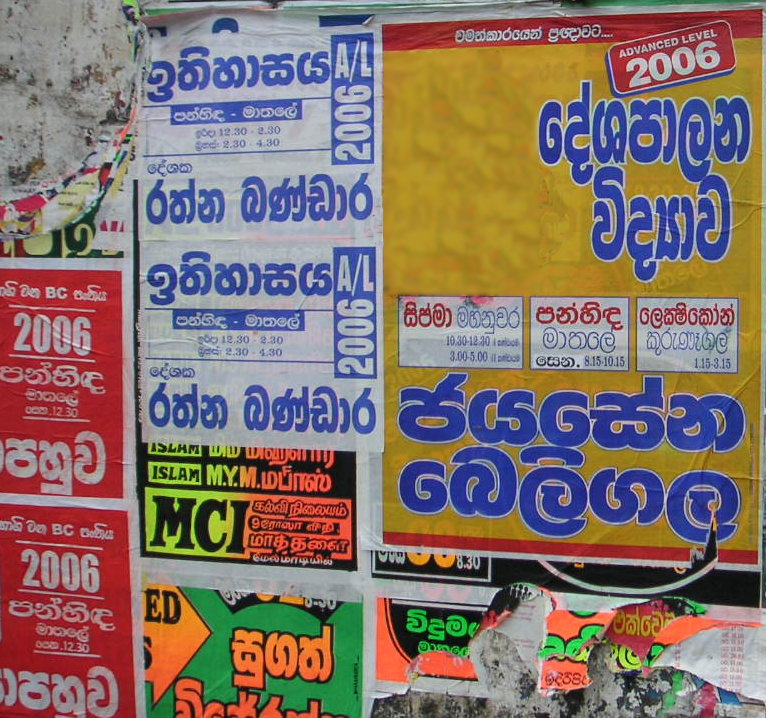
Pôsteres contendo a escrita cingalesa

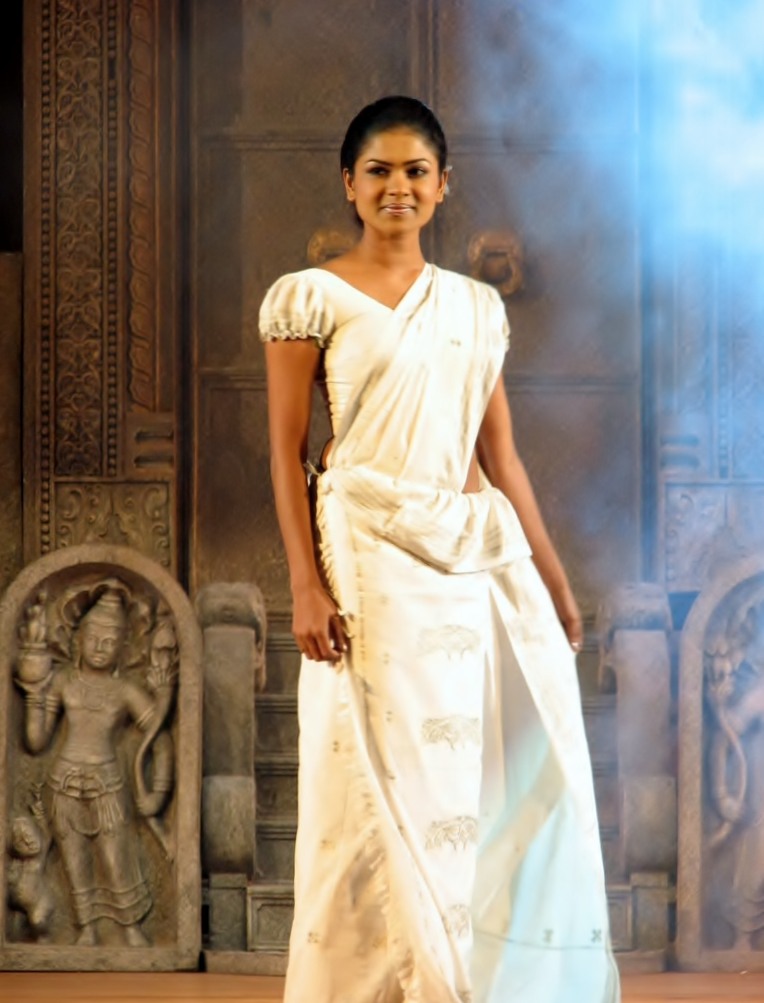
Mulher cingalesa usando um sári tradicional de Kandy.

O cingalês possui um conjunto de grafemas consonantais, o śuddha, do qual se usam todas as consoantes conhecidas no cingalês moderno. As duas exceções são as retroflexas ⟨ḷ⟩ e ⟨ṇ⟩, usadas apenas na literatura, para nomes antigos ou obsoletos.
| Consoante | Transliteração | IPA     | Exemplo                                 |
| --------- | -------------- | ------- | --------------------------------------- |
| ක         | k              | /k/     | caro                                    |
| ග         | g              | /ɡ/     | gato                                    |
| ඟ         | n̆g             | /ᵑɡ/    | mge ("trigo-mourisco, em nuosu)         |
| ච         | c              | /tʃ/    | tchau                                   |
| ජ         | j              | /dʒ/    | dito                                    |
| ට         | ṭ              | /ʈ/     | time ("tempo", em inglês indiano)       |
| ඩ         | ḍ              | /ɖ/     | varde("baliza", em norueguês)           |
| ණ         | ṇ              | /n/     | não                                     |
| ඬ         | n̆ḍ             | /ᶯɖ/    | hand ("mão", em inglês indiano)         |
| ත         | t              | /t/     | tio                                     |
| ද         | d              | /d/     | data                                    |
| ඳ         | n̆d             | /ⁿd/    | ndo ("bebida", em nuosu)                |
| ප         | p              | /p/     | pai                                     |
| බ         | b              | /b/     | boca                                    |
| ම         | m              | /m/     | mão                                     |
| ඹ         | m̆b             | /ᵐb/    | nbo ("minissaia", em nuosu)             |
| ය         | y              | /j/     | pai                                     |
| ර         | r              | /ɾ/     | caro                                    |
| ල         | l              | /l/     | bola                                    |
| ළ         | ḷ              | /ɭ/     | belle jambe ("linda perna", em francês) |
| ව         | (v)            | /v/~/ʋ/ | cavar                                   |
| ස         | s              | /s/     | cem                                     |
| හ         | h              | /h/     | reais (alguns sotaques)                 |

"w" também pode ser (e frequentemente é) usado no lugar de "v", sem prejuízo de sentido.

#### Miśra

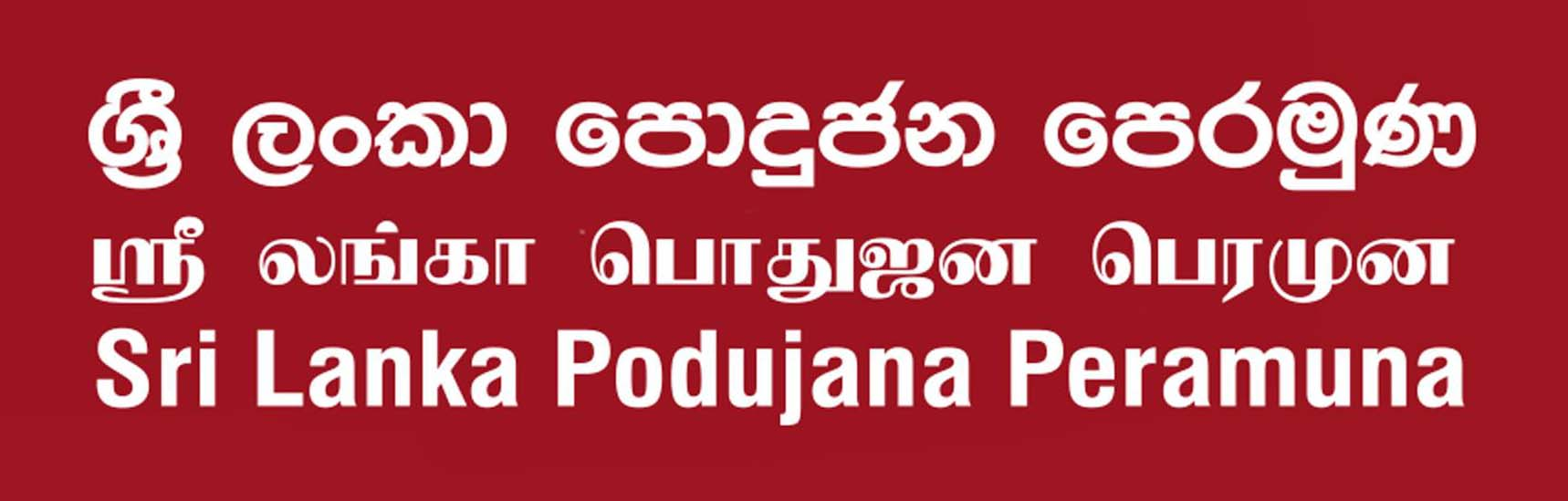
Logotipo do partido da en, com suas transcrições em tâmil e em latim, respectivamente.

O miśra é um subconjunto de vogais e consoantes do cingalês, que engloba consoantes aspiradas (tanto desvozeadas quanto vozeadas), retroflexas e sibilantes:
| Consoante | Transliteração | IPA     | Exemplo                    |
| --------- | -------------- | ------- | -------------------------- |
| ඛ         | kh             | /kʰ/    | keel ("quilha", em inglês) |
| ඝ         | gh             | /gɦ/    | exclusivo da língua        |
| ඞ         | ṅ              | /ŋ/     | manga                      |
| ඡ         | ch             | /t͡ʃ~t͡ɕ/ | patinho                    |
| ඣ         | jh             | /d͡ʒ~d͡ʑ/ | jam ("geleia", em inglês)  |
| ඤ         | ñ              | /ɲ/     | banho                      |
| ඨ         | ṭh             | /ʈɦ/    | exclusivo da língua        |
| ඪ         | ḍh             | /ɖɦ/    | exclusivo da língua        |
| ථ         | th             | /tʰ/    | top ("topo", em inglês)    |
| ධ         | dh             | /dɦ/    | exclusivo da língua        |
| න         | n              | /n/     | não                        |
| ඵ         | ph             | /pʰ/    | pen ("caneta", em inglês)  |
| භ         | bh             | /bɦ/    | exclusivo da língua        |
| ශ         | ś              | /ʃ/     | capacho                    |
| ෂ         | ṣ              | /ʃ/     | capacho                    |
| ෆ         | f              | /f/     | fato                       |

### Dígitos astrológicos

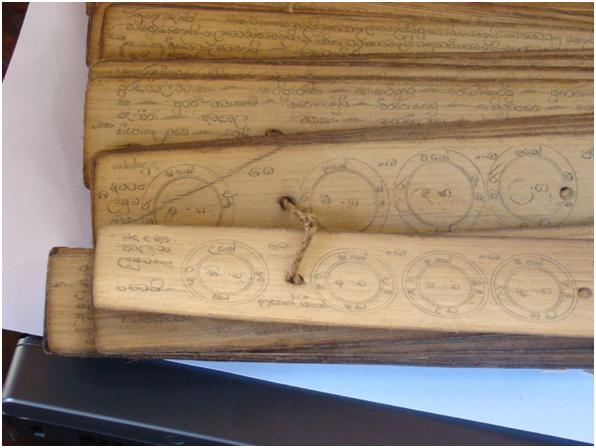
Texto com manuscritos astrológicos em museu na cidade de Ola.

Além dos símbolos para vogais e consoantes, o cingalês também conta com um conjunto de digitos astrológicos (Sinhala Lith Illakkam), utilizados primariamente em horóscopos. Esse sistema é uma versão menos obsoleta em relação ao sistema arcaico (Sinhala Illakkam), o qual não tinha um símbolo para o zero.
| Moderno | Arcaico | Número |
| ------- | ------- | ------ |
| ෦       | não há  | 0      |
| ෧       | 𑇡       | 1      |
| ෨       | 𑇢       | 2      |
| ෩       | 𑇣       | 3      |
| ෪       | 𑇤       | 4      |
| ෫       | 𑇥       | 5      |
| ෬       | 𑇦       | 6      |
| ෭       | 𑇧       | 7      |
| ෮       | 𑇨       | 8      |
| ෯       | 𑇩       | 9      |
| não há  | 𑇪       | 10     |
| não há  | 𑇫       | 20     |
| não há  | 𑇬       | 30     |
| não há  | 𑇭       | 40     |
| não há  | 𑇮       | 50     |
| não há  | 𑇯       | 60     |
| não há  | 𑇰       | 70     |
| não há  | 𑇱       | 80     |
| não há  | 𑇲       | 90     |
| não há  | 𑇳       | 100    |
| não há  | 𑇴       | 1000   |

### Casos Especiais
Algumas consoantes com diacríticos assumem formatos diferentes do habitual na escrita cingalesa, devido principalmente ao formato das consoantes:
| Vogal   | Formato padrão | Exceções |
| ------- | -------------- | --- |
| nenhuma | ක් k, ද් d       | ඛ්, ඞ්, ච්, ඣ්, ට්, ඩ්, ධ්, බ්, ම්, ව්, ඬ්, ඹ් (kh, ṅ, c, jh, ṭ, ḍ, dh, b, m, v, n̆ḍ, m̆b)                                                                                                  |
| æ       | කැ kæ, මැ mæ     | රැ ræ |
| ǣ       | කෑ kǣ, මෑ mǣ     | රෑ rǣ |
| u       | මු mu, ලු lu     | කු, තු, භු, රු, ශු, ඟු, ළු (ku, tu, bhu, ru, śu, n̆gu, ḷu). As consoantes ඤු, දු, ඥු, ඳු (ñu, du, gnu, n̆du) são levemente modificadas em relação aos seus formatos originais: ඤ, ද, ඥ, ඳ. |
| ū       | මූ mū, ලූ lū     | කූ, තූ, භූ, රූ, ශූ, ඟූ, ළූ (kū, tū, bhū, rū, śū, n̆gū, ḷū). As consoantes ඤූ, දූ, ඥූ, ඳූ (ñū, dū, gnū, n̆dū) são levemente modificadas em relação aos seus formatos originais: ඤ, ද, ඥ, ඳ. |

As exceções para o hal kirīma (diacrítico que anula a vogal) se repetem da mesma maneira na vogal ē (como කේ kē). Ademais, as vogais i e ī seguem três padrões distintos cada, a depender do formato da consoante:
- කි ki, මි mi, ජි ji;
- කී kī, මී mī, ජී jī.

### Braille

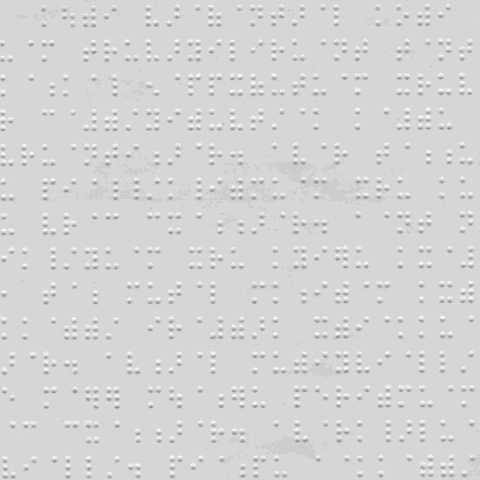
Exemplo de implementação do Braille Bharati. Neste caso, está representando a língua tâmil

Além do sistema de escrita visual, a língua cingalesa também conta com uma versão em Braille. O Braille cingalês [en] é uma versão adaptada do Braille Bharati [en], utilizado por falantes de línguas indianas como o tâmil e o guzerate. O sistema também foi implementado no Paquistão, no Nepal e em Bangladesh.

## Gramática
Apesar de haver diferenças perceptíveis na estrutura e vocabulário dos diferentes dialetos cingaleses, todos esses dialetos são mutuamente inteligíveis, e os sotaques e expressões podem se adequar com facilidade a cada variação regional. Sabendo disso, pode-se tomar como base o dialeto falado no sudoeste no país, aonde se concentram as cidades mais populosas, como Colombo e Sri Jayawardenapura Kotte. As discrepâncias são mais perceptíveis na comparação do cingalês coloquial com o cingalês literário; porém, pode-se usar a gramática coloquial como base para entender a linguagem escrita.

### Pronomes
Os pronomes do cingalês (සර්වනාමය sarvanāmaya, literalmente "nome para todos"),por vezes categorizados junto aos substantivos, podem aparecer de diversas maneiras diferentes. Podem obedecer a quatro casos diferentes e variar em número, gênero e grau de respeito.

#### Pronomes pessoais
No cingalês, apenas as conjugações de primeira e segunda pessoa correspondem aos pronomes pessoais (පුද්ගලික සර්වනාම pudgalika sarvanāma); os pronomes em terceira pessoa são classificados junto aos pronomes demonstrativos.
| Pessoa | Número               | Pronome                          | Transliteração | Português         | Inglês        |  |
| ------ | -------------------- | -------------------------------- | -------------- | ----------------- | ------------- |  |
| 1ª     | Singular             | මම                               | mama           | eu                | I/me          |  |
| 1ª     | Plural               | අප                               | apa            | nós               | we/us         |  |
| 2ª     | Singular             | තෝ                                | tō             | tu (arcaico)      | thou          |  |
| 2ª     | Singular             | තී                                | tī             | tu (arcaico/fem.) | thou (fem.)   |  |
| 2ª     | Singular             | තූඹ, තූඛ                           | tūm̆ba, tūkha   | você              | you (sing.)   |  |
| 2ª     | Singular             | තමුසේ                              | tamusē         | o senhor/senhora  | you (respect) |  |
| 2ª     | Singular             | ඔබ                               | oba            | você, vocês       | you           |  |
| 2ª     | Plural               | ඔබ                               | oba            | você, vocês       | you           |  |
| 2ª     | තොපි, තෙපි, තෙප්, උඹලා, තුඛලා | topi, tepi, tep, um̆balā, tukhalā | vocês          | you (pl.)         |               |  |

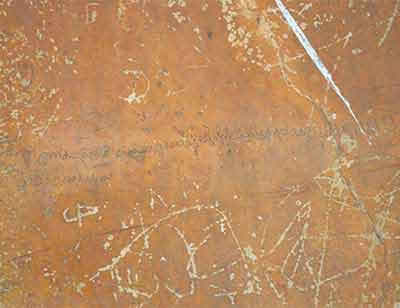
Poemas em muro na Cidade Antiga de Sigiriya, escritos entre os séculos VII e XI.

Há uma grande variedade de pronomes pessoais no cingalês, em especial na conjugação em segunda pessoa. Alguns são variações da mesma palavra, ou, como no caso de තූඹ tūm̆ba e උඹලා um̆balā, há a derivação por acréscimo de sufixo (neste contexto, o sufixo -lā denota plural).

#### Pronomes demonstrativos
Os pronomes demonstrativos (නිරූපණ සර්වනාමය, nirūpaṇa sarvanāmaya) são, de certa maneira, paralelos à conjugação em terceira pessoa, por isso a categorização é a mesma.
| Pronome                         | Transliteração                                 | Português        | Latim      |
| ------------------------------- | ---------------------------------------------- | ---------------- | ---------- |
| ඒ, හේ, ඌ, ඒකා                     | ē, hē, ū, ēkā                                  | ele              | is         |
| අරයා, අරෑ, අරකා                    | arayā, arǣ, arakā                              | aquele           | ille       |
| ඔයා, ඕකා                          | oyā, ōkā                                       | este             | iste       |
| මො, මු, මොකා                        | mo, mu, mokā                                   | aquele           | hic        |
| ඈ, ඕ, හෝ, ඒකී                     | ǣ, ō, hō, ēkī                                  | ela              | ea         |
| ඇරැ, අරැ, අරකී                     | æræ, aræ, arakī                                | aquela           | illa       |
| ඔයෑ*, ඕකී                         | oyǣ*, ōkī                                      | esta             | ista       |
| මෑ, මොකී                           | mǣ, mokī                                       | aquela           | hæc        |
| ඔවිහු, ඔහු, ඌලා, ඈලා, ඒකාලා, ඒකීලා       | ovihu, ohu, ūlā, ǣlā, ēkālā, ēkīlā             | ele/ela (neutro) | ii, eæ     |
| අරයාලා, අරෑලා, ඇරැලා, අරැලා, අරකාලා, අරකීලා | arayālā, arǣlā, ærælā, arælā, arakālā, arakīlā | aquele (neutro)  | illi, illæ |
| ඔයාලා, ඔයෑලා, ඕකාලා, ඕකීලා              | oyālā, oyǣlā, ōkālā, ōkīlā                     | este (neutro)    | isti, istæ |
| මොවිහු, මොහු, මුලා, මෑලා, මොකාලා, මොකීලා       | movihu, mohu, mulā, mǣlā, mokālā, mokīlā       | aquele (neutro)  | hi, hæ     |
| එය, ඒක                          | eya, ēka                                       | isso             | id         |
| අර, අරක                         | ara, araka                                     | aquilo           | illud      |
| ඔය, ඕක                          | oya, ōka                                       | isto             | istud      |
| මොය, මොක                          | moya, moka                                     | aquilo           | hoc        |
| ඒවා                              | ēvā                                            | eles(as)         | ea         |
| අරවා                             | aravā                                          | aqueles(as)      | illa       |
| ඕවා                              | ōvā                                            | estes(as)        | ista       |
| මොවා                              | movā                                           | aqueles(as)      | hæc        |

#### Pronomes possessivos
Os pronomes possessivos (සන්තක සර්වනාමය, santaka sarvanāmaya) geralmente terminam em "e longo" (ඒ), podendo assim ser distintos dos outros tipos de pronomes da língua.
| Pronome                          | Transliteração                                   | Português      | Inglês              |
| -------------------------------- | ------------------------------------------------ | -------------- | ------------------- |
| මගේ, මාගේ                           | magē, māgē                                       | meu/minha      | mine                |
| අපේ, අපගේ                          | apē, apagē                                       | nosso/nossa    | ours                |
| තොගේ, තගේ, තාගේ                       | togē, tagē, tāgē                                 | vosso/vossa    | thine (masc./fem.)  |
| තීගේ, තිගේ                           | tīgē, tigē                                       | vossa          | thine (fem.)        |
| උඹේ, නුබේ                           | um̆bē, nubē                                       | seu            | yours (sing.)       |
| උඹලාගේ, නුබලාගේ                       | um̆balāgē, nubalāgē                               | de vocês       | yours (pl.)         |
| ඔබගේ                              | obagē                                            | seu/de vocês   | yours (sing. & pl.) |
| උගේ, ඌගේ, ඔහුගේ, ඪයාගේ, අරයාගේ, ඔයාගේ, මෙයාගේ | ugē, ūgē, ohugē, ḍhayāgē, arayāgē, oyāgē, meyāgē | dele           | his                 |
| ඇගේ, ඈගේ, ඇරැගේ, අරැගේ, ඔයෑගේ, මෑගේ        | ægē, ǣgē, ærægē, arægē, oyǣgē, mægē              | dela           | hers                |
| ඔවුන්ගේ, එයාලගෙ, අරයාලගේ, ඔයාලගේ, මෙයාලගේ    | ovungē, eyālage, arayālagē, oyālagē, meyālagē    | deles          | theirs (masc.)      |
| ඔවුන්ගේ, ඇරැලාගේ, ඔයෑලාගේ, මෑලාගේ            | ovungē, ærælāgē, oyǣlāgē, mǣlāgē                 | delas          | theirs (fem.)       |
| එහි, ඒකේ, අරකේ, ඕකේ, මෙහි, මේකේ          | ehi, ēkē, arakē, ōkē, mehi, mēkē                 | disso          | its                 |
| ඒවායේ, අරවායේ, ඕවායේ, මේවායේ              | ēvāyē, aravāyē, ōvāyē, mēvāyē                    | deles (neutro) | theirs (neutral)    |

#### Pronomes interrogativos
Os pronomes interrogativos da língua cingalesa (ප්රශ්නාර්ථ සර්වනාමය, praśnārtha sarvanāmaya), assim como nos casos anteriores, variam em pessoa, número, gênero e classe gramatical.
| Pronome                   | Transliteração                            | Português                                 | Inglês                                    |
| ------------------------- | ----------------------------------------- | ----------------------------------------- | ----------------------------------------- |
| කවිද✝, කවරෙක්ද, කවරක්ද        | kavida✝, kavarekda, kavarakda             | quem (singular)                           | who (singular)                            |
| කවුරුද, කවරේද, කවරහුද         | kavuruda, kavarēda, kavarahuda            | quem (plural)                             | who (plural)                              |
| මොකාද, මොකෙක්ද                 | mokāda, mokekda                           | quem, qual (animal)                       | what, who (-animal)                       |
| මොකීද, මොකියෙක්ද                | mokīda, mokiyekda                         | quem, quais (animais)                     | what, who (-animals)                      |
| මොක්කුද                      | mokkuda                                   | quem, quais (animais); feminino           | what, who (-animals); female              |
| කෝකාද                       | kōkāda                                    | qual (masculino)                          | which (male)                              |
| කෝකීද                       | kōkīda                                    | qual (feminino)                           | which (female)                            |
| මොකද, මොකක්ද, කුමක්ද, කිමෙක්ද     | mokada, mokakda, kumakda, kimekda         | que (singular)                            | what (singular)                           |
| කවරක්ද, කවරේද, කිම, කිමද, කිමිද | kavarakda, kavarēda, kima, kimada, kimida | que (singular/plural)                     | what (singular/plural)                    |
| මොනවද, මක්කාද                | monavada, makkāda                         | que (plural)                              | what (plural)                             |
| කෝකද                       | kōkada                                    | por que                                   | why                                       |
| කීයද                       | kīyada                                    | quanto (preço/número)                     | how much (price/number)                   |
| කොපමණද, කොච්චරද              | kopamaṇada, koccarada                     | quanto (quantidade)                       | how much (quantity)                       |
| Nota                      | ✝ kavida também pode ser usado no plural. | ✝ kavida também pode ser usado no plural. | ✝ kavida também pode ser usado no plural. |

Note que o grafema ද da, presente em todos os pronomes acima, geralmente é sufixado a outro pronome na frase, geralmente a última palavra.

#### Pronomes relativos e distributivos
O cingalês não possui termos específicos para pronomes relativos nem para os pronomes distributivos. Para suprir a função desses pronomes, ocorrem outros fenômenos na estrutura frasal da língua:
- Pronomes relativos: a função deles é cumprida por verbos conjugados no particípio em frases relativas, indicando "antecedência";
- Pronomes distributivos: essa forma pronominal, representada pelo "cada" na língua portuguesa, tem uma forma parecida no cingalês. Essa forma é එක එක (eka eka, literalmente "um um"). Um exemplo de frase com essa expressão é එක එක ලමයා (eka eka lamayā, "um por um (garoto)").

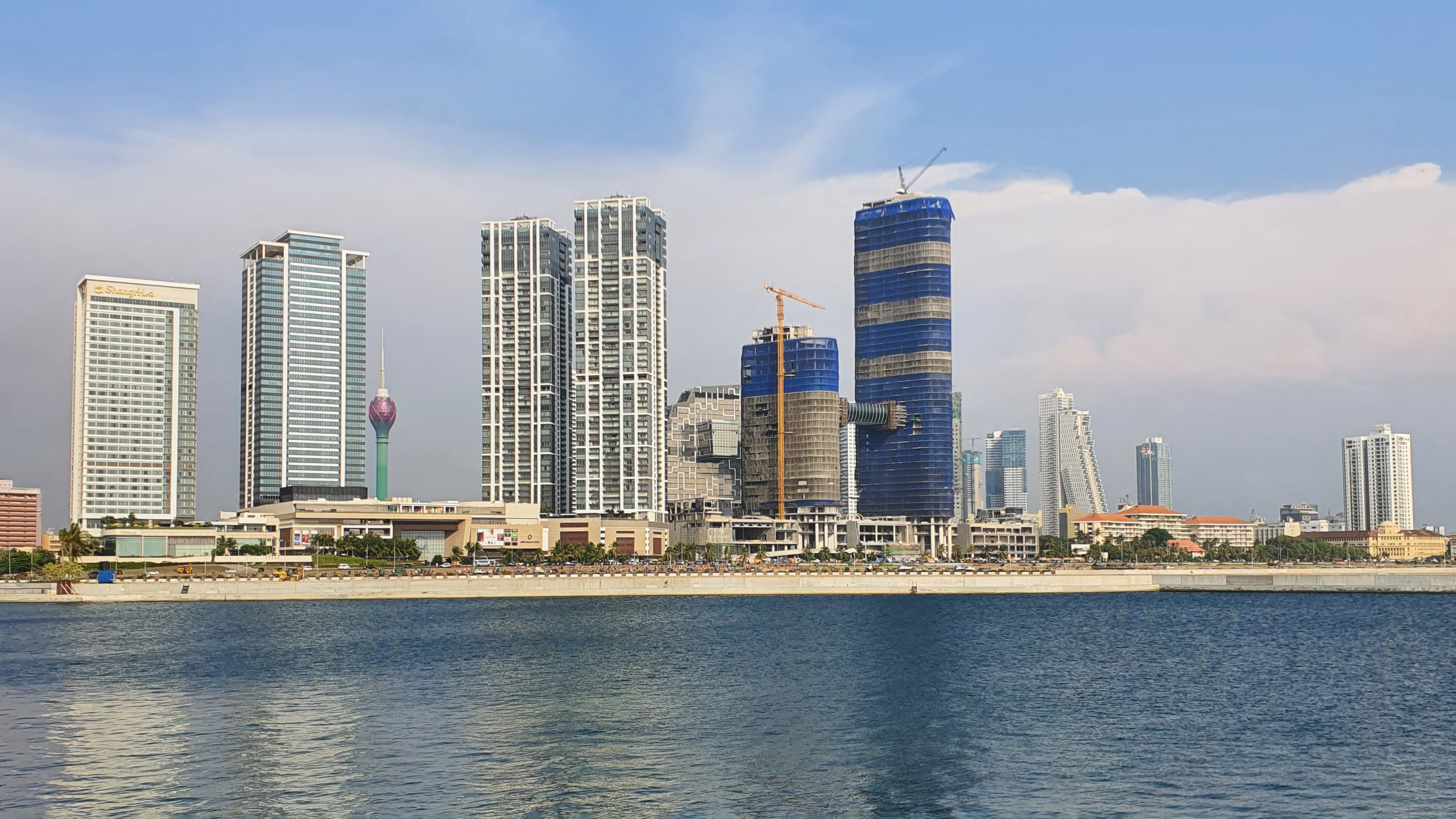
Prédios em Colombo, a capital executiva e maior cidade do Sri Lanka.

### Substantivos
Os substantivos do cingalês (geralmente agrupados junto aos pronomes e adjetivos na categoria de "nomes") possuem duas subdivisões principais:
- Substantivos comuns (පොදු නාම පද podu nāma pada) são nomes que denotam coisas que podem ser listadas, ou seja, que não são necessariamente únicas. Exemplos: මෝරා mōrā (tubarão), මිනිසා minisā (homem), ජල jala (água) e රජ raja (rei)[41].
- Substantivos próprios (නිසි නාම පද nisi nāma pada) são nomes que denotam coisas únicas, como pessoas ou lugares em particular. Exemplos: කොළඹ koḷam̆ba (Colombo, capital executiva do Sri lanka), ජෝන් jōn (João) e ඌව ūva (Uva, província cingalesa)[42].

Esses substantivos são flexionados atendendo a quatro critérios: número, gênero, pessoa e caso gramatical.

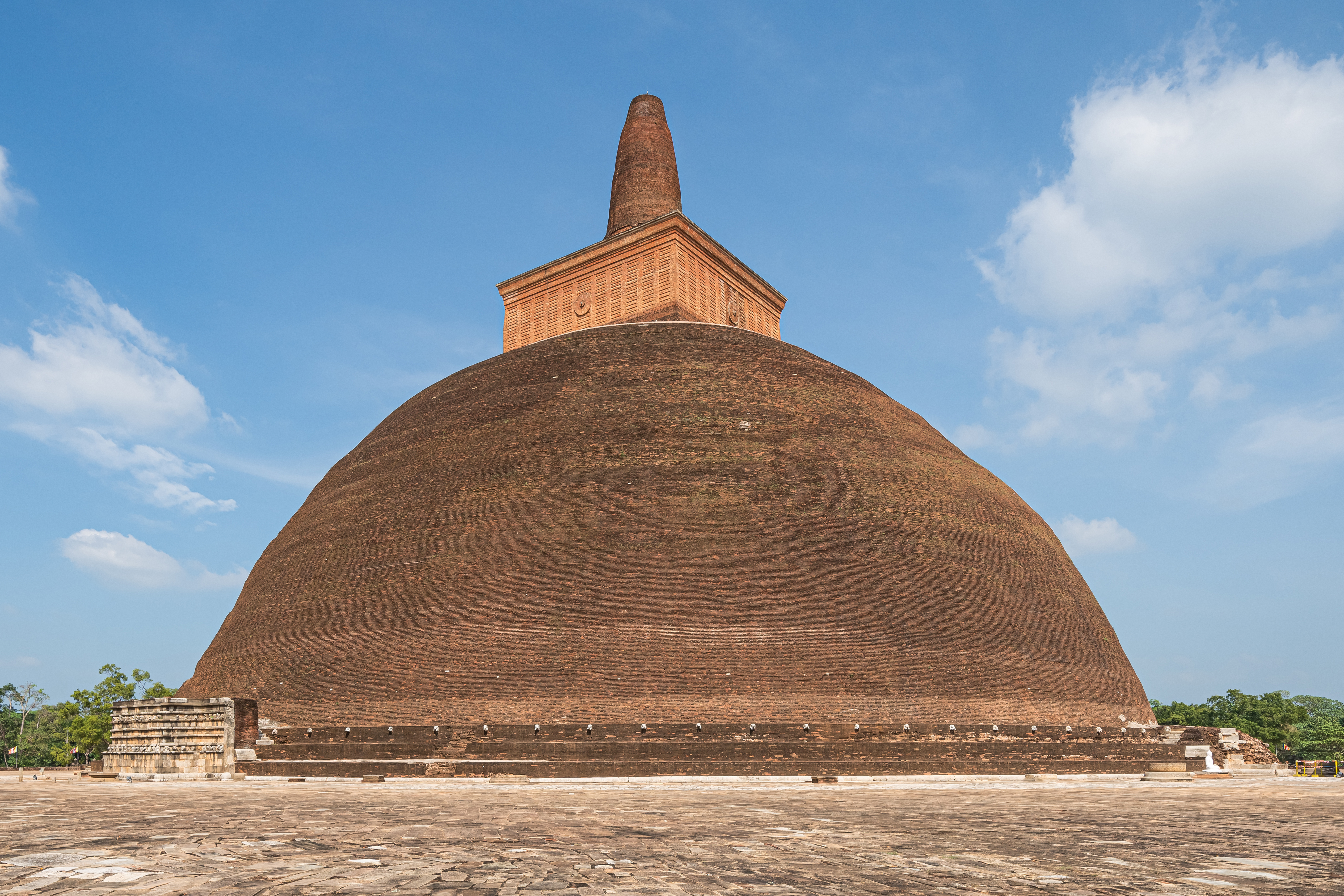
Templo em Anuradhapura, cidade sagrada da cultura cingalesa.

#### Gênero
No cingalês, há três gêneros (ලිඟු lin̆gu) diferentes, sendo eles masculino, feminino e neutro.
O cingalês antigo contava com apenas dois gêneros, o masculino e o feminino. O gênero neutro entrou na língua através do contato com línguas como o hindi, o panjabi e o sindi, inicialmente classificado junto ao masculino. Atualmente, a tendência é utilizar esse gênero para descrever todos os objetos inanimados e, portanto, sem gênero definido.
A distinção de gênero para seres vivos pode ocorrer de três maneiras diferentes, de maneira semelhante ao português:
1. Uso de palavras diferentes. Exemplo: ගොණ goṇa (boi) e ගවයා gavayā (vaca);
2. Terminações de palavra diferentes, ou seja, sufixos que indicam gênero. Exemplos de sufixo são ආ ā para o gênero masculino (ou seja, uma sílaba com o diacrítico ◌ා) e ඊ e para o gênero feminino (terminação em ෙ◌).
3. Adição de palavras indicando masculino ou feminino, cumprindo função semelhante à dos artigos no português.

A definição de gênero para objetos inanimados é mais complexa. O entendimento dessa distinção é atrelado à distinção de gênero em Sânscrito e em Páli (especialmente o sânscrito), de onde se originou essa distinção. Não há regras definidas nem fenômenos regulares, cabendo ao falante a distinção de forma natural, assim como nas línguas românicas.

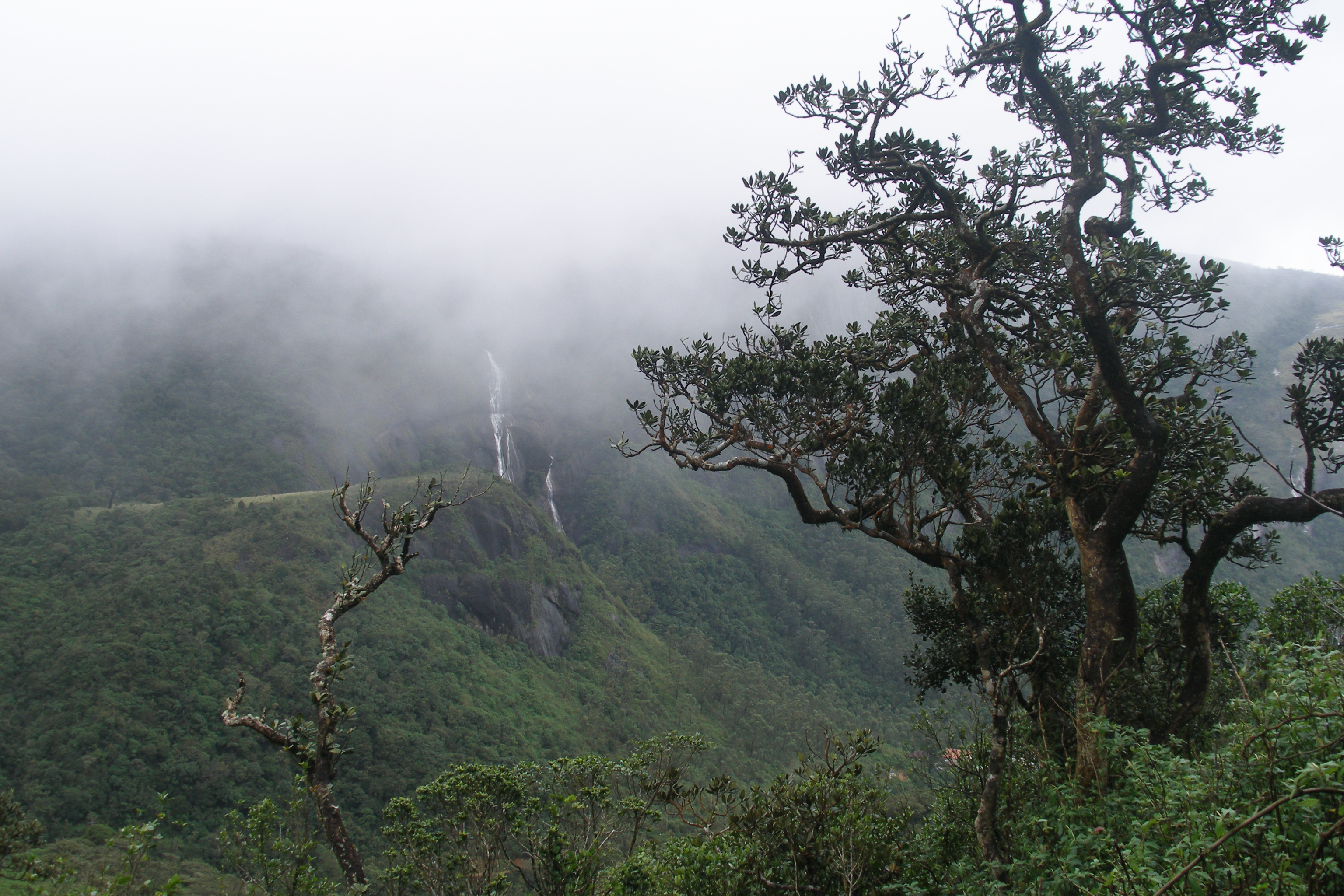
Vista do Pico de Adão, montanha sagrada do Sri Lanka.

| Gênero    | Cingalês | Transliteração | Significado |
| --------- | -------- | -------------- | ----------- |
| Masculino | ගිනි       | gini           | fogo        |
| Masculino | අනතුර     | anatura        | perigo      |
| Masculino | අඹ       | am̆ba           | manga       |
| Masculino | කඩුව      | kaḍuva         | espada      |
| Masculino | ආහාර      | āhāra          | comida      |
| Masculino | දත       | data           | dente       |
| Masculino | සඳ       | san̆da          | lua         |
| Feminino  | ඇඟිල්ල     | æn̆gilla        | dedo        |
| Feminino  | කතාව      | katāva         | história    |
| Feminino  | ගංගා       | gaṁgā          | Rio Ganges  |
| Feminino  | දකුණු      | dakuṇu         | sul         |
| Feminino  | ප්රඥාව     | pragnāva       | sabedoria   |
| Feminino  | විල       | vila           | lago        |
| Feminino  | රෑ        | rǣ             | noite       |
| Neutro    | ඇස       | æsa            | olho        |
| Neutro    | ජල       | jala           | água        |
| Neutro    | නිවස      | nivasa         | casa        |
| Neutro    | ජීවිතය     | jīvitaya       | vida        |
| Neutro    | මරණ      | maraṇa         | morte       |
| Neutro    | හදවත     | hadavata       | coração     |
| Neutro    | තෙල්       | tel            | óleo        |

#### Número
No cingalês, a flexão de número nos substantivos (බස basa) se dá entre duas formas: singular e plural. A adição de sufixos que denotam singular ou plural seguem uma concordância com o gênero e com o tipo de objeto ou substantivo:
| Número   | Tipo de objeto | Gênero    | Sufixo(s)      | Transliterações         |
| -------- | -------------- | --------- | -------------- | ----------------------- |
| Singular | Animado        | Masculino | ආ, ඒ, අ        | -ā, -ē, -a              |
| Singular | Animado        | Feminino  | අ              | -a                      |
| Singular | Inanimado      | Todos     | අ, ඒ, එ        | -a, -ē, -e              |
| Plural   | Animado        | Todos     | ඕ, හු, උ, වරු, ලා | -ō, -hu, -u, -varu, -lā |
| Plural   | Inanimado      | Todos     | වල්             | -val                    |

### Verbos
Os verbos no cingalês (ක්රියා kriyā) geralmente são separados em duas categorias principais, os verbos transitivos (සකමි ක්රියා sakami kriyā) e verbos intransitivos (අකමි ක්රියා akami kriyā). Ademais, os verbos podem ser flexionados seguindo alguns critérios, como tempo (කල් kal), modo (විදි vidi), número (අංකය amkaya), pessoa (පුරැෂ puræṣa) e voz (සාධන sādhana).

#### Tempo Verbal
A conjugação temporal do cingalês é baseada não só em tempo, mas também em continuidade (a partir da combinação com morfemas indicando particípio) e em ênfase.
| Radical do verbo  | Infinitivo     | Presente        | Presente fático |
| ----------------- | -------------- | --------------- | --------------- |
| ය- (ya-, "ir")    | යන්න (yanna)    | යනවා (yanavā)    | යන්නෙ (yanne)     |
| දෙ- (de-, "dar")   | දෙන්න (denna)    | දෙනවා (denavā)    | දෙන්නෙ (denne)     |
| තියෙ- (tiye-,"ser") | තියෙන්න (tiyenna) | තියෙනවා (tiyenavā) | තියෙන්නෙ (tiyenne)  |

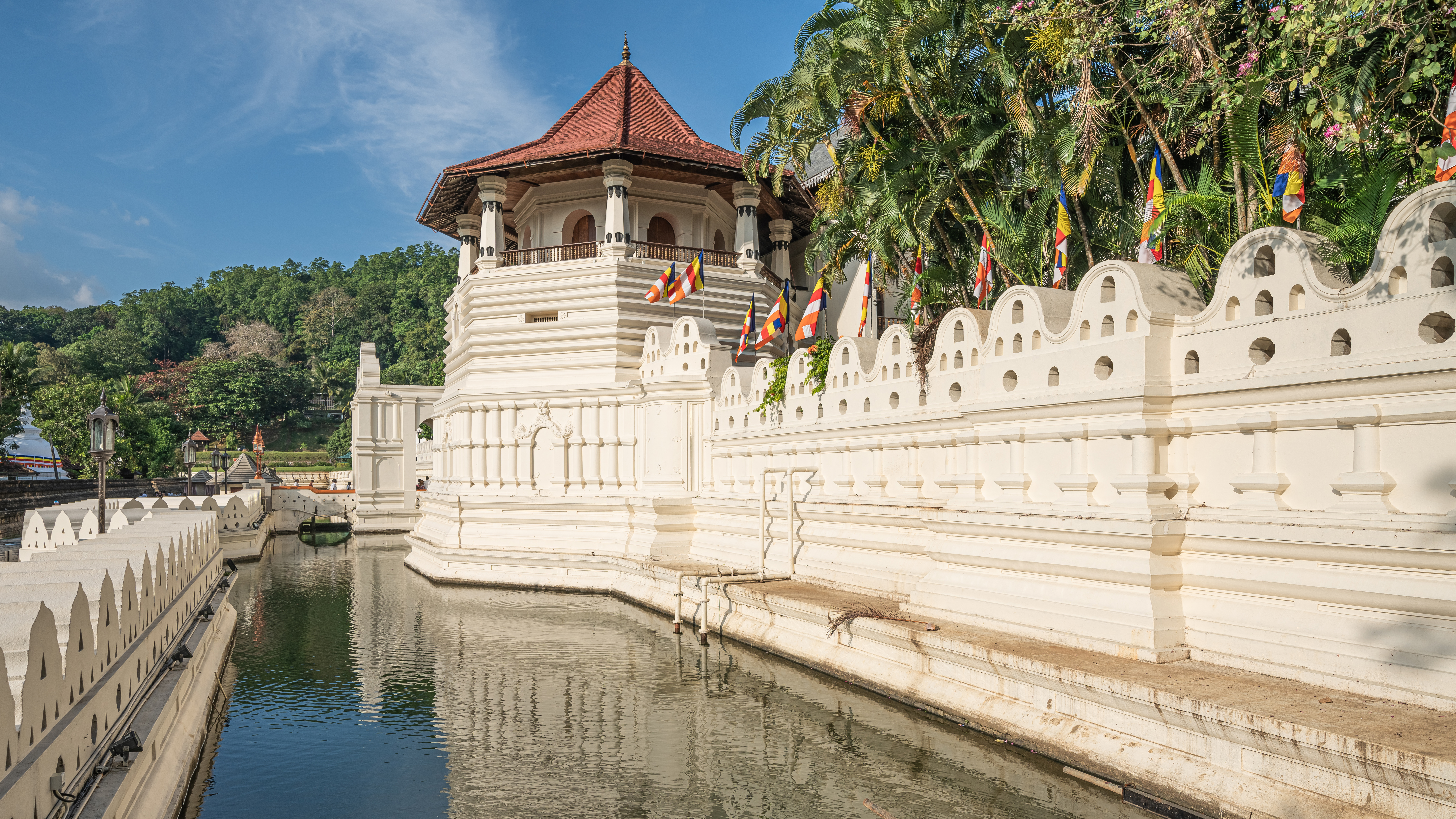
Templo na cidade sagrada de Kandy

As conjugações verbais de tempo são feitas através de sufixação, com sufixos específicos e regulares para cada caso temporal:
- -වා -vā indica presente, como no verbo කනවා kanavā em මම ඇපල් කනවා mama æpal kanavā (eu como uma maçã);
- O sufixo de passado varia a depender do verbo, podendo ser -ව්වා -vvā como em මම බිව්වා mama bivvā (eu bebi), ou -ළා ḷā como no verbo tentar (කළා kaḷā) em මම මගේ උපරිමයෙන් උත්සාහ කළා mama magē uparimayen utsāha kaḷā (eu tentei meu melhor);
- O sufixo de futuro pode ser ou -න්නම් -nnami, ou -න්නෙමි -nnemi. Um exemplo de frase no futuro é මම වේගයෙන් දුවන්නෙමි mama vēgayen duvannemi (eu vou correr mais rápido).

#### Modo Verbal
Há quatro modos verbais na língua cingalesa: modo indicativo, modo optativo [en], modo imperativo e modo condicional.
- O modo indicativo (තෙකල් කිරිය tekal kiriya) é, como o nome sugere, a declaração ou indicação de um fato, de maneira "neutra".  Exemplos desse modo verbal podem ser encontrados nos verbos ගියෙමි (giyemi), කරමි (karami) e කීවෙහි (kīvehi); note que a partícula ද "da" no final indica dúvida[53]:

1. මම ගමට ගියෙමි mama gamaṭa giyemi, "eu fui para o vilarejo";
2. මම ඊට කුමක් කරමිද mama īṭa kumak karamida, "o que eu faço sobre isso?";
3. නුබ එසේ කීවෙහිද nuba esē kīvehida, "você disso isso?".

- O modo optativo (ආසි කිරිය āsi kiriya) expressa conotação de desejo, como na frase "que a força esteja com você". No cingalês, essa conotação é expressa diretamente no verbo, como em[54]:

1. වෙම්වා vemvā, em මම නිරෝගි වෙම්වා mama nirōgi vemvā, "que eu fique saudável";
2. වෙහිවා vehivā, em නුබ බොහෝ කාලයක් ජීවත් වෙහිවා nuba bohō kālayak jīvat vehivā, "que você viva uma vida longa";
3. පැරදේවා pæradēvā, em එතෙම යුද්ධයන් පැරදේවා etema yuddhayan pæradēvā, "que ele seja derrotado pela guerra".

- O modo imperativo (විදි කිරිය vidi kiriya) é usado para indicar uma ordem ou pedido. Exemplos desse modo podem ser encontrados nos verbos[55]:Moeda de 1 rupia cingalesa; a rupia é a moeda oficial do Sri Lanka e de outros países, como a Índia e o Paquistão.

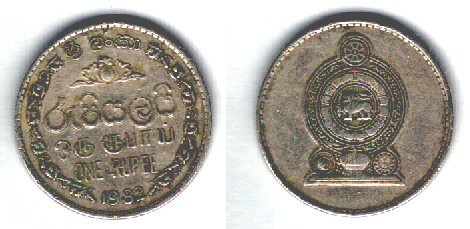
Moeda de 1 rupia cingalesa; a rupia é a moeda oficial do Sri Lanka e de outros países, como a Índia e o Paquistão.

1. වර vara, em මෙහෙ වර mehe vara, "venha aqui";
2. දෙව deva, em ඔහුට රුපියලක් දෙව ohuṭa rupiyalak deva, "dê-lhe uma rupia";
3. නොකරව් nokarav, em සොරකම් නොකරව් sorakam nokarav, "não roube" (literalmente, "roubo não-cometa").

- O modo condicional (අසබකව් කිරිය asabakav kiriya) expressa um fato de acordo com uma condição, ou denotando a incerteza do momento em que a ação foi feita. Nesse modo, geralmente número, pessoa e tempo verbal são indefinidos, deixando esses fatores a serem entendidos através do contexto da fala. Exemplo: මම නාවොත් පිටත්වණ්ට එපා mama nāvot piṭatvaṇṭa epā, "se eu não chegar, não comece" (literalmente, "eu se-não-chegar, começar não").

### Sintaxe
Assim como as demais línguas indo-arianas, o cingalês utiliza a estrutura frasal sujeito-objeto-verbo (SOV). Por exemplo, uma frase como "eu comi arroz" seria traduzida, literalmente, para "eu arroz comi". Essa ordem é menos respeitada na prosa poética da língua, porém é necessária na língua falada e na literatura formal.
| Exemplo | Exemplo        | Frase                         | Sujeito             | Objeto        | Verbo         |
| ------- | -------------- | ----------------------------- | ------------------- | ------------- | ------------- |
| 1       | Cingalês       | මම කෙසෙල් ගෙඩියක් කනවා               | මම                  | කෙසෙල් ගෙඩියක්      | කනවා           |
| 1       | Transliteração | mama kesel geḍiyak kanavā     | mama                | kesel geḍiyak | kanavā        |
| 1       | Tradução       | eu estou comendo uma banana   | eu                  | uma banana    | estar comendo |
| 2       | Cingalês       | කාන්තාවට පුතෙක් සිටී                  | කාන්තාවට               | පුතෙක්           | සිටී            |
| 2       | Transliteração | kāntāvaṭa putek siṭī          | kāntāvaṭa           | putek         | siṭī          |
| 2       | Tradução       | a mulher tem um filho         | a mulher (genitivo) | um filho      | tem           |
| 3       | Cingalês       | අද මට ලියුම් නැද්ද?                | අද මට               | ලියුම්           | නැද්ද           |
| 3       | Transliteração | ada maṭa liyum nædda?         | (ada = "hoje") maṭa | liyum         | nædda         |
| 3       | Tradução       | não tem cartas para mim hoje? | (hoje) para mim     | cartas        | ou não (tem)? |

- Além dessa ordem primária, sempre se coloca o predicado na última posição da frase[56].

- Advérbios de tempo, como "hoje" ou "agora", são colocados antes do sujeito, justificando a frase 3 acima[58].
- O adjetivo é posicionado antes do nome que caracteriza, assim como o advérbio geralmente é colocados antes do respectivo verbo[58].
- Substantivos no caso vocativo são colocados em posição inicial da frase. Mutuamente, a posição em si pode indicar função de vocativo[58].
- Preposições são postas após os substantivos com os quais concordam[59].

- Interjeições ficam sempre no início da frase[59].

| Interjeição | Vocativo (se existir) | Vocativo (se existir) | Vocativo (se existir) | Tempo    | Sujeito  | Sujeito | Sujeito    | Objeto   | Objeto | Objeto     | Verbo | Predicado |
| ----------- | --------------------- | --------------------- | --------------------- | -------- | -------- | ------- | ---------- | -------- | ------ | ---------- | ----- | --------- |
| Interjeição | Adjetivo              | Nome                  | Preposição            | Advérbio | Adjetivo | Nome    | Preposição | Adjetivo | Nome   | Preposição | Verbo | Predicado |

## Vocabulário

### Lista de Swadesh
A lista de Swadesh é um conceito comum no aprendizado básico de línguas. É uma lista de palavras, geralmente com 207 verbetes essenciais e seus significados em uma língua usada de referência.
| Nº   | Português | Cingalês                                  | Nº                                        | Português                                 | Cingalês                                  | Nº                                        | Português                                 | Cingalês                                  |
| ---- | --------- | ----------------------------------------- | ----------------------------------------- | ----------------------------------------- | ----------------------------------------- | ----------------------------------------- | ----------------------------------------- | ----------------------------------------- |
| 1    | eu        | මම (mama)                                 | 70                                        | pena                                      | පිහාටු (pihāṭu)                              | 139                                       | contar                                    | ගණිනවා (gaṇinawā)                           |
| 2    | você      | ඔයා (oyā)                                  | 71                                        | cabelo                                    | කොණ්ඩය (koṇḍaya)                            | 140                                       | falar                                     | කියනවා (kiyanawā)                           |
| 3    | ele/ela   | ඔහු (ohu)                                  | 72                                        | cabeça                                    | ඔලුව (oluwa)                               | 141                                       | cantar                                    | ගයනවා (gayanawā)                           |
| 4    | nós       | අපි (api)                                  | 73                                        | orelha                                    | කන (kana)                                 | 142                                       | brincar                                   | සෙල්ලම් කරනවා (sellam karanawā)               |
| 5    | vocês     | ඔයාලා (oyālā)                               | 74                                        | olho                                      | ඇස (æsa)                                  | 143                                       | flutuar                                   | පාවෙනවා (pāwenawā)                           |
| 6    | eles/elas | ඔවුන් (ovun)                                | 75                                        | nariz                                     | නහය (nahaya)                              | 144                                       | fluir                                     | ගලනවා (galanawā)                           |
| 7    | isto      | මේ (mē)                                    | 76                                        | boca                                      | කට (kaṭa)                                 | 145                                       | congelar                                  | කැටි කරනවා (kæṭi karanawā)                   |
| 8    | aquilo    | ඒ (ē)                                     | 77                                        | dente                                     | දත (data)                                 | 146                                       | inchar                                    | ඉදිමෙනවා (idimenawā)                         |
| 9    | aqui      | මෙහේ (mehē)                                 | 78                                        | língua                                    | දිව (diwa)                                 | 147                                       | sol                                       | ඉරු (iru)                                  |
| 10   | aí        | එහේ (ehē)                                  | 79                                        | unha (mão)                                | නියපොතු (niyapotu)                           | 148                                       | lua                                       | හඳ (haⁿda)                                |
| 11   | quem      | කවුරු (kawuru)                              | 80                                        | pé                                        | පය (paya)                                 | 149                                       | estrela                                   | තරු (taru)                                 |
| 12   | o quê     | මොනවා (monawā)                              | 81                                        | perna                                     | කකුල (kakula)                              | 150                                       | água                                      | වතුර (watura)                              |
| 13   | onde      | කොහේ (kohē)                                 | 82                                        | joelho                                    | දන හිස (dana hisa)                         | 151                                       | chuva                                     | වැස්ස (wæssa)                               |
| 14   | quando    | කීයට (kīyaṭa)                              | 83                                        | mão                                       | අත (ata)                                  | 152                                       | rio                                       | ගඟ (gaⁿga)                                |
| 15   | como      | කොහොම (kohoma)                              | 84                                        | asa                                       | පියාපත් (piyāpat)                            | 153                                       | lago                                      | විල (wila)                                 |
| 16   | não       | නැහැ (næhæ)                                 | 85                                        | barriga                                   | බඩ (baḍa)                                 | 154                                       | mar                                       | මුහුදු (muhudu)                              |
| 17   | tudo      | හැම (hæma)                                 | 86                                        | estômago                                  | පිට (piṭa)                                 | 155                                       | sal                                       | ලුණු (luṇu)                                 |
| 18   | muitos    | ගොඩක් (goḍak)                               | 87                                        | pescoço                                   | බෙල්ල (bella)                               | 156                                       | pedra                                     | ගල (gala)                                 |
| 19   | alguns    | ඇතැම් (ætæm)                                | 88                                        | costas                                    | පස්ස (passa)                               | 157                                       | areia                                     | වැලි (wæli)                                 |
| 20   | poucos    | ටිකක් (ṭikak)                               | 89                                        | seio                                      | තනේ (tanē)                                 | 158                                       | pó                                        | පස (pasa)                                 |
| 21   | outro(s)  | ඇතැම් (ætæm)                                | 90                                        | coração                                   | හිත (hita)                                 | 159                                       | terra                                     | බිම (bima)                                 |
| 22   | um        | එක (eka)                                  | 91                                        | fígado                                    | අක්මාව (akmāwa)                             | 160                                       | nuvem                                     | වැලි (wæli)                                 |
| 23   | dois      | දෙක (deka)                                 | 92                                        | beber                                     | බොනවා (bonawā)                              | 161                                       | neblina                                   | මීදුම (mīduma)                              |
| 24   | três      | තුන (tuna)                                 | 93                                        | comer                                     | කනවා (kanawā)                              | 162                                       | céu                                       | අහස (ahasa)                               |
| 25   | quatro    | හතර (hatara)                              | 94                                        | morder                                    | රිදවනවා (ridawanawā)                        | 163                                       | vento                                     | සුළඟ (suḷaⁿga)                             |
| 26   | cinco     | පහ (paha)                                 | 95                                        | chupar                                    | උරනවා (uranawā)                            | 164                                       | neve                                      | හිම (hima)                                 |
| 27   | grande    | ලොකු (loku)                                 | 96                                        | cuspir                                    | කෙළගහනවා (keḷagahanawā)                     | 165                                       | gelo                                      | හිමකැට (himakæṭa)                           |
| 28   | longo     | දිග (diga)                                 | 97                                        | vomitar                                   | වමනෙ යනවා (wamane yanawā)                   | 166                                       | fumaça                                    | දුම (duma)                                 |
| 29   | largo     | පුළුල් (puḷul)                               | 98                                        | soprar                                    | තප්පුලනවා (tappulanawā)                      | 167                                       | fogo                                      | ගිනි (gini)                                 |
| 30   | espesso   | ගන (gana)                                 | 99                                        | respirar                                  | හමනවා (hamanawā)                           | 168                                       | cinzas                                    | මාර්ග (mārga)                               |
| 31   | pesado    | බර (bara)                                 | 100                                       | rir                                       | හිනාවෙනවා (hināwenawā)                        | 169                                       | queimar                                   | පුච්චනවා (puccanawā)                         |
| 32   | pequeno   | පුංචි (puṁci)                                | 101                                       | ver                                       | බලනවා (balanawā)                           | 170                                       | estrada                                   | පාර (pāra)                                 |
| 33   | curto     | කෙටි (keṭi)                                 | 102                                       | ouvir                                     | ඇහෙනවා (æhenawā)                            | 171                                       | montanha                                  | කන්ද (kanda)                               |
| 34   | raso      | පටුයි (paṭuyi)                              | 103                                       | saber                                     | දන්නවා (dannawā)                            | 172                                       | vermelho                                  | රතු (ratu)                                 |
| 35   | fino      | සිහින් (sihin)                               | 104                                       | pensar                                    | හිතනවා (hitanawā)                           | 173                                       | verde                                     | කොළ (koḷa)                                 |
| 36   | mulher    | ගෑනි (gǣni)                                 | 105                                       | cheirar                                   | නිදනවා (nidanawā)                           | 174                                       | amarelo                                   | කහ (kaha)                                 |
| 37   | homem     | පිරිමියා (pirimiyā)                           | 106                                       | ter medo                                  | තැතිගන්නවා (tætigannawā)                      | 175                                       | branco                                    | සුදු (sudu)                                 |
| 38   | humano    | මිනිහා (minihā)                              | 107                                       | dormir                                    | නිදනවා (nidanawā)                           | 176                                       | preto                                     | කළු (kaḷu)                                 |
| 39   | criança   | ළමයා (ḷamayā)                              | 108                                       | viver                                     | සිටිනවා (siṭinawā)                           | 177                                       | noite                                     | රෑ (rǣ)                                    |
| 40   | esposa    | නෝනා (nōnā)                                 | 109                                       | morrer                                    | මැරෙනවා (mærenawā)                           | 178                                       | dia                                       | දවස (dawasa)                              |
| 41   | marido    | මහත්තයා (mahattayā)                         | 110                                       | matar                                     | මරනවා (maranawā)                           | 179                                       | ano                                       | අවුරුද්ද (awurudda)                          |
| 42   | mãe       | මව (mawa)                                 | 111                                       | lutar                                     | සටන් කරන්න (saṭan karanna)                  | 180                                       | morno                                     | උණුසුම් (uṇusum)                             |
| 43   | pai       | තාත්තා (tāttā)                               | 112                                       | caçar                                     | දඩයම් කරනවා (daḍayam karanawā)              | 181                                       | frio                                      | සිසිල් (sisil)                               |
| 44   | animal    | සතා (satā)                                 | 113                                       | golpear                                   | ගහනවා (gahanawā)                           | 182                                       | cheio                                     | පුර (pura)                                 |
| 45   | peixe     | මාළුවා (māḷuwā)                              | 114                                       | cortar                                    | කපනවා (kapanawā)                           | 183                                       | novo                                      | අලුත් (alut)                                |
| 46   | pássaro   | කුරුල්ලා (kurullā)                            | 115                                       | separar                                   | බෙදා ගන්නවා (bedā gannawā)                    | 184                                       | velho                                     | පරණ (paraṇa)                              |
| 47   | cachorro  | බල්ලා (ballā)                               | 116                                       | apunhalar                                 | පිහියකින් අනිනවා (pihiyakin aninawā)            | 185                                       | bom                                       | හොඳ (hoⁿda)                                |
| 48   | piolho    | උකුණා (ukuṇā)                               | 117                                       | coçar                                     | සූරනවා (sūranawā)                           | 186                                       | ruim                                      | නරක (naraka)                              |
| 49   | cobra     | උකුණා (ukuṇā)                               | 118                                       | cavar                                     | කණිනවා (kaṇinawā)                           | 187                                       | estragado                                 | පූති (pūti)                                 |
| 50   | minhoca   | පණුවා (paṇuwā)                              | 119                                       | nadar                                     | පිහිනනවා (pihinanawā)                        | 188                                       | sujo                                      | අපිරිසිදු (apirisidu)                         |
| 51   | árvore    | ගස (gasa)                                 | 120                                       | voar                                      | ඉගිලෙනවා (igilenawā)                         | 189                                       | reto                                      | කෙළින් (keḷin)                               |
| 52   | floresta  | වන (wana)                                 | 121                                       | andar                                     | ඇවිදිනවා (æwidinawā)                         | 190                                       | redondo                                   | වටය (waṭaya)                              |
| 53   | graveto   | කෝටුව (kōṭuwa)                              | 122                                       | vir                                       | එනවා (enawā)                               | 191                                       | afiado                                    | තියුණු (tiyuṇu)                              |
| 54   | fruta     | පලතුරු (palaturu)                           | 123                                       | deitar                                    | වැතිරෙනවා (wætirenawā)                        | 192                                       | achatado                                  | මොට (moṭa)                                 |
| 55   | semente   | බීජ (bīja)                                 | 124                                       | sentar                                    | ඉඳගන්නවා (iⁿdagannawā)                      | 193                                       | suave                                     | සිනිඳු (siniⁿdu)                             |
| 56   | folha     | කොළේ (koḷē)                                 | 125                                       | ficar de pé                               | සිටිනවා (siṭinawā)                           | 194                                       | molhado                                   | තෙත් (tet)                                  |
| 57   | raiz      | මුල (mula)                                 | 126                                       | virar                                     | කැරකැවෙනවා(kærakæwenawā)                      | 195                                       | seco                                      | වියළි (wiyaḷi)                              |
| 58   | tronco    | පොතු (potu)                                 | 127                                       | cair                                      | වැටෙනවා (wæṭenawā)                           | 196                                       | correto                                   | නිවැරදි (niwæradi)                           |
| 59   | flor      | මල් (mal)                                  | 128                                       | dar                                       | දෙනවා (denawā)                              | 197                                       | próximo                                   | අසල (asala)                               |
| 60   | grama     | තණකොළ(taṇakoḷa)                            | 129                                       | segurar                                   | අල්ලනවා (allanawā)                          | 198                                       | distante                                  | දුර (dura)                                 |
| 61   | corda     | කඹය (kaᵐbaya)                             | 130                                       | apertar                                   | මිරිකනවා (mirikanawā)                        | 199                                       | direita                                   | දකුණු (dakuṇu)                              |
| 62   | pele      | හම් (ham)                                  | 131                                       | esfregar                                  | අතුල්ලනවා (atullanawā)                       | 200                                       | esquerda                                  | වම (wama)                                 |
| 63   | carne     | මස් (mas)                                  | 132                                       | lavar                                     | සෝදනවා (sōdanawā)                           | 201                                       | em                                        | (caso locativo)                           |
| 64   | sangue    | ලේ (lē)                                    | 133                                       | limpar                                    | පිසනවා (pisanawā)                           | 202                                       | dentro de                                 | තුළ (tuḷa)                                 |
| 65   | osso      | කටු (kaṭu)                                 | 134                                       | puxar                                     | අදිනවා (adinawā)                            | 203                                       | com                                       | සමග (samaga)                              |
| 66   | gordura   | මේද (mēda)                                 | 135                                       | empurrar                                  | තල්ලු කරනවා (tallu karanawā)                 | 204                                       | e                                         | හා (hā)                                    |
| 67   | ovo       | බිත්තරය(bittaraya)                          | 136                                       | jogar                                     | වීසි කරනවා (wīsi karanawā)                   | 205                                       | se                                        | නං (naṁ)                                   |
| 68   | chifre    | අඟ (aⁿga)                                 | 137                                       | amarrar                                   | ගැට ගසනවා (gæṭa gasanawā)                   | 206                                       | porque                                    | නිසා (nisā)                                 |
| 69   | cauda     | වලිගය (waligaya)                           | 138                                       | costurar                                  | මහනවා (mahanawā)                           | 207                                       | nome                                      | නම (nama)                                 |
| Nota | Nota      | කකුල (kakula) também pode significar "pé". | කකුල (kakula) também pode significar "pé". | කකුල (kakula) também pode significar "pé". | කකුල (kakula) também pode significar "pé". | කකුල (kakula) também pode significar "pé". | කකුල (kakula) também pode significar "pé". | කකුල (kakula) também pode significar "pé". |

### Sistema numérico

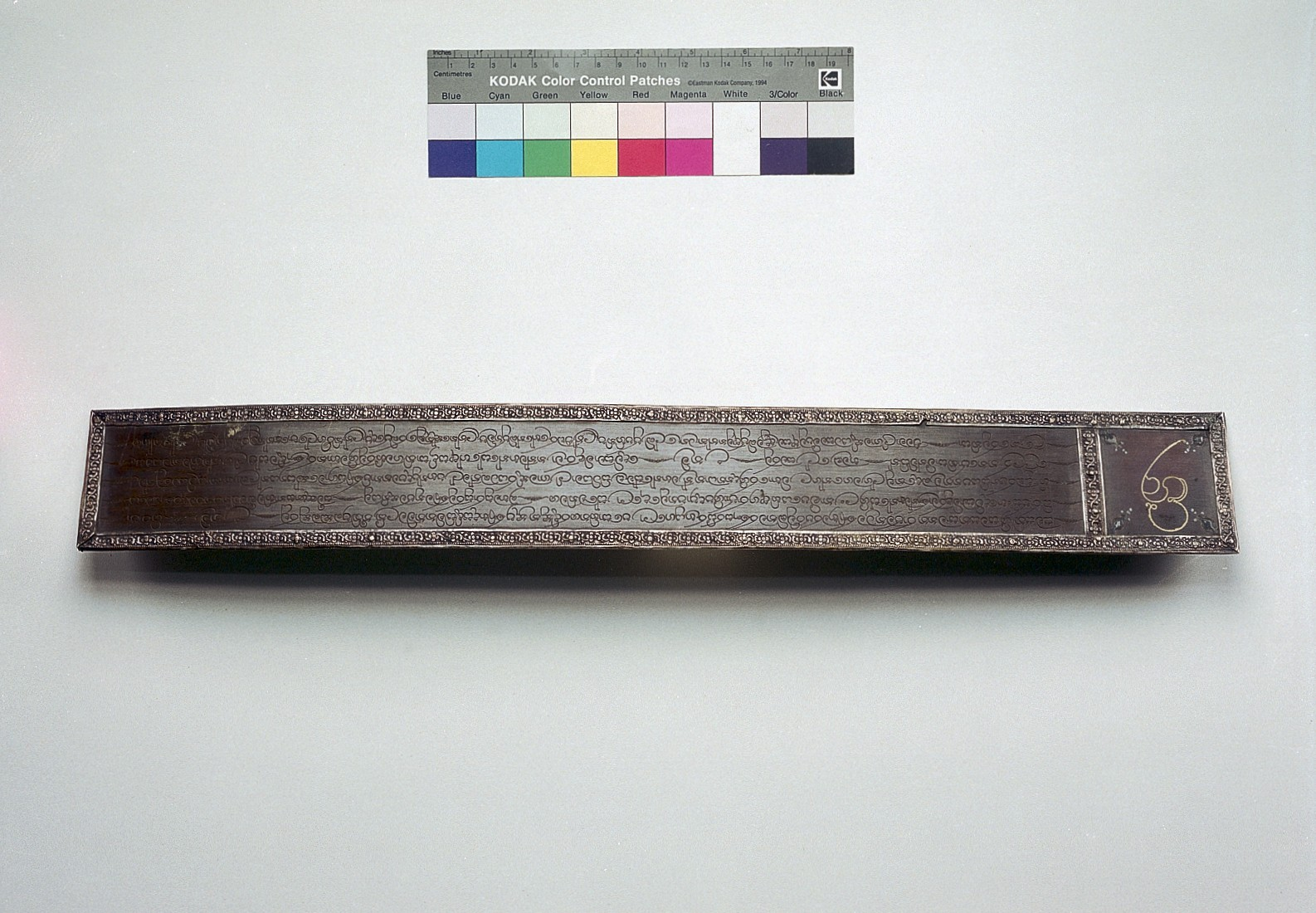
Manuscrito cingalês, "Kevulgama sannasa"

O cingalês faz uso de um sistema decimal, similar ao das línguas Vedda e divehi:
| Nº | Cingalês | Transliteração | Nº   | Cingalês | Transliteração |
| -- | -------- | -------------- | ---- | -------- | -------------- |
| 1  | එක       | eka            | 21   | විසි එක    | visi eka       |
| 2  | දෙක       | deka           | 22   | විසි දෙක    | visi deka      |
| 3  | තුන       | tuna           | 23   | විසි තුන    | visi tuna      |
| 4  | හතර      | hatara         | 24   | විසි හතර   | visi hatara    |
| 5  | පහ       | paha           | 25   | විසි පහ    | visi paha      |
| 6  | හය       | haya           | 26   | විසි හය    | visi haya      |
| 7  | හත       | hata           | 27   | විසි හත    | visi hata      |
| 8  | අට       | aṭa            | 28   | විසි අට    | visi aṭa       |
| 9  | නවය      | navaya         | 29   | විසි නවය   | visi navaya    |
| 10 | දහය      | dahaya         | 30   | තිහ       | tiha           |
| 11 | එකොළහ     | ekoḷaha        | 40   | හතළිහ     | hataḷiha       |
| 12 | දොළහ      | doḷaha         | 50   | පනස්      | panas          |
| 13 | දහතුන     | dahatuna       | 60   | හැට       | hæṭa           |
| 14 | දහතර     | dahatara       | 70   | හැත්තෑ      | hættǣ          |
| 15 | පහළොව     | pahaḷova       | 80   | අසූව      | asūva          |
| 16 | දහසය     | dahasaya       | 90   | අනූව      | anūva          |
| 17 | දාහත      | dāhata         | 100  | සියය      | siyaya         |
| 18 | දහඅට     | dahaaṭa        | 200  | දෙසියය     | desiyaya       |
| 19 | දහනවය    | dahanavaya     | 1000 | දහස      | dahasa         |
| 20 | විස්ස      | vissa          | 2000 | දෙදහස     | dedahasa       |

### Hino nacional
O Sri Lanka Matha é o hino nacional do Sri Lanka. Segue a primeira estrofe do hino:

ශ්‍රී ලංකා මාතා අප ශ්‍රී ලංකා

නමෝ නමෝ නමෝ නමෝ මාතා
සුන්දර සිරිබරිනී
සුරැඳි අති සෝබමාන ලංකා
ධාන්‍ය ධනය නෙක
මල් පලතුරු පිරි ජය භුමිය රම්‍යා
අප හට සැප සිරි සෙත සදනා
ජීවනයේ මාතා
පිළිගනු මැන අප භක්තී පූජා
නමෝ නමෝ මාතා අප ශ්‍රී ලංකා

නමෝ නමෝ නමෝ නමෝ මාතා
Transliteração para o alfabeto latino:

Śrī laṁkā mātā, apa Śrī laṁkā

Namō namō namō namō mātā
Sundara siribarinī
Suræn̆di ati sōbamāna laṁkā
Dhānya dhanaya neka
Mal palaturu piri jaya bhumiya ramyā
Apa haṭa sæpa siri seta sadanā
Jīvanayē mātā
Piḷiganu mæna apa bhaktī pūjā
Namō namō mātā, apa Śrī laṁkā

Namō namō namō namō mātā
Tradução para o português:

Tu, Sri Lanka, oh, Sri Lanka,

Nós te saudamos, saudamos, saudamos, saudamos!
Tu és abundante em prosperidade
Belo em graça e amor
Carregado com grãos e frutas deliciosas
E flores perfumadas de matiz radiante
Doador da vida e de todas as coisas boas
Nossa terra de alegria e vitória
Receba nosso grato louvor sublime
Nós adoramos, adoramos a Ti, oh, Sri Lanka!

Saudamos, saudamos, saudamos, saudamos a Ti!

## Menções
A língua cingalesa já foi tema de duas questões em olimpíadas científicas, com ambas envolvendo seu sistema de escrita e sua estrutura frasal:
- Na fase regional da olimpíada australiana de linguística computacional (OzCLO) [en], em 2018, o quarto problema tratava de frases envolvendo cidades e distritos no cingalês.[65]
- Na olimpíada norte-americana de linguística computacional (NACLO) [en], também em 2018, o problema K envolvia transliterações de lugares e pessoas no Sri Lanka.[66]